# Петро Конашевич-Сагайдачний
Петро́ Конаше́вич-Сагайда́чний (близько 1582, Кульчиці, нині село Самбірського району Львівської області — 10 квітня (20 квітня) 1622, Київ) — запорозький полководець і політичний діяч, православний шляхтич гербу Побуг, гетьман реєстрового козацтва,. Організатор успішних походів запорозьких козаків проти Кримського ханства, Османської імперії та Московського царства, зокрема походу 1618 року на Москву. Меценат православних братств та опікун братських шкіл.
Канонізований ПЦУ як святий у лику благовірний гетьман.

## Молоді роки
Петро Конашевич народився в селі Кульчиці Перемишльської землі Руського воєводства (нині Самбірського району Львівської області) у православній родині, що належала до дрібної шляхти. На підставі збереженого поминального запису роду Сагайдачного, історики припускають, що батька Сагайдачного звали Кононом (себто Конашем), по смерті якого мати прийняла чернечий постриг («інокиня Мокрина»). Єлисей, котрий згадується з прізвищем Казновський, це, ймовірно, дід Сагайдачного по матері.
Через відсутність прямих писемних джерел достеменно не відомо, коли саме народився Петро Конашевич. Олена Апанович вказує на 1577—1578 роки, а Петро Сас — дату близько 1582 року. На підставі припущення, що в ті часи дітей, зазвичай, називали на честь святого із днем якого була близька дата народження, то Сагайдачний орієнтовно народився близько 29 червня (9 липня) 1582, на свято апостолів Петра і Павла. 2010 року на державному рівні відзначалось 440-річчя з дня народження гетьмана Петра Сагайдачного.

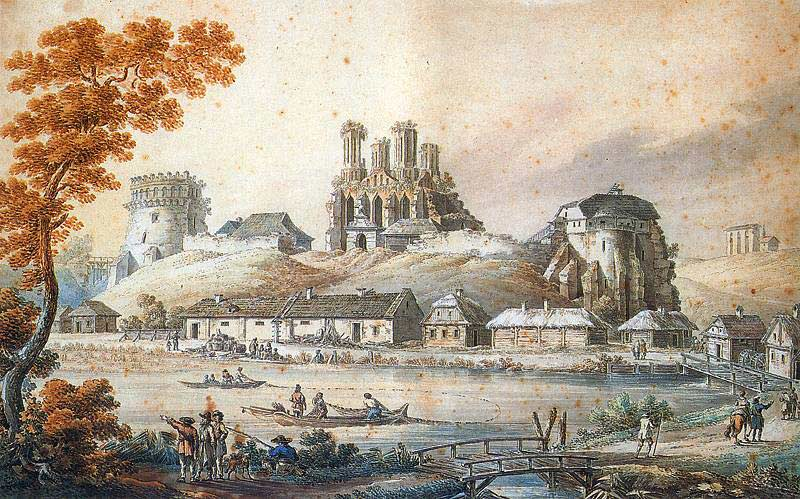
Зиґмунт Фоґель. Вигляд Острозького замку. Кінець XVIII століття

Згідно з сучасними припущеннями, протягом 1589—1592 років здобував початкову освіту у Самборі. З 1592 по 1598 роки навчався в Острозькій школі на Волині, що в той час переживала період розквіту і де працювали прекрасно підготовлені викладачі. Протягом 1594—1600 років ректором, а також викладачем грецької мови був Кирило Лукаріс, потім Александрійський та Константинопольський патріарх.
Місто Острог було великим православним культурно-ідеологічним центром, в якому з'явилось багато творів, спрямованих проти католицизму та унії. Інтелектуальна та ідейна атмосфера Острога сформували переконання та політичні погляди Сагайдачного як ревного поборника православ'я, який усе життя послідовно відстоював права та інтереси своєї Церкви.
Під час навчання Сагайдачний написав твір «Пояснення про унію», в якому виступив на захист православної віри. Цей твір було високо оцінено сучасниками, зокрема, литовським канцлером Левом Сапегою, який назвав працю у своєму листі до Йосафата Кунцевича «найдорогоціннішою».
За твердженням Володимира Антоновича, після випуску Сагайдачний переїхав до Львова, згодом — до Києва, де працював домашнім вчителем, також помічником київського земського судді Яна Аксака. П. Сас припускає, що під час навчання в Острозькій школі Сагайдачний визначався із приєднанням до запорожців.

## Вступ до Війська Запорозького. Морські походи козаків
Наприкінці 1590-х — початку 1620-х років основна діяльність запорозького козацтва здійснювалася збройним шляхом — «шаблею» і спрямовувалася на здобуття козаками засобів для свого матеріального існування. Зводилась в першу чергу до військового найманства, самочинних постоїв і контрибуцій, також захоплення у ворогів військових трофеїв, матеріальних цінностей, полонених, нападів на купецькі кораблі та посольські валки тощо. Захоплені під час здобичницьких експедицій воєнні трофеї, в тому числі гармати, коштовності, а також багаті полонені давали козакам можливість добре озброюватись й виступати потужною військовою силою. Об'єктом здобичницьких нападів запорожців була Османська імперія та її васали, а в окремі періоди — Московія. Свою діяльність запорожці обґрунтовували в першу чергу захистом рідної землі від ворога, який здійснювався у формі випереджувальних ударів по його території та визволенням з неволі християнських бранців.
Наприкінці XVI сторіччя, очевидно, в другій половині 1598 року, Конашевич приєднався до Війська Запорозького. З «Віршів» Касіяна Саковича відомо, що Конашевич тривалий час перебував серед запорожців, здобуваючи своєю відвагою та розумом авторитет. Саме на Запоріжжі Конашевича як вправного лучника починають називати «Сагайдачним». Прізвисько «Сагайдачний» було досить поширеним серед козаків у середині XVII сторіччя, особливо на Подніпров'ї та Брацлавщині. Озброєний сагайдаком, добре натренований лучник за хвилину міг випустити від восьми до дванадцяти стріл, які летіли іноді за 500 кроків.

### Участь у походах до Валахії та Лівонії

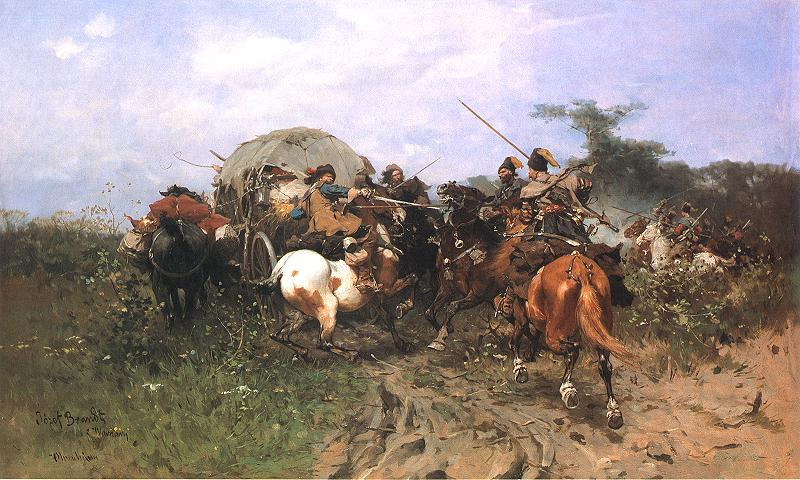
Ю. Брандт. Бій зі шведами

Восени 1600 року великий коронний гетьман Ян Замойський організував молдавсько-волоську військову кампанію, до якої долучилися й декілька тисяч козаків під проводом Гаврила Крутневича. Метою цієї кампанії була підтримка Єремії Могили (дядька Петра Могили) та відновлення впливів Речі Посполитої у Молдавії, оскільки у травні нею оволодів волоський господар Михайло Хоробрий. У цьому поході як козак брав участь Сагайдачний. 28 жовтня 1600 року у битві під селом Буків на Волощині об'єднані королівсько-козацькі війська завдали поразки Михаю Хороброму.
На початку 1601 року король Речі Посполитої Сигізмунд III Ваза оголосив про приєднання до Речі Посполитої Естонії, котра до цього належала Швеції. На заклик короля відгукнулись запорозькі козаки, що протягом 1601—1602 років брали участь у воєнних діях польсько-шведської війни. Серед інших козаків — Сагайдачний, що був під керівництвом спершу Самійла Кішки, з початку 1602-го Гаврила Крутневича.
Козацьке військо було самостійною, окремою за своєю структурою та організацією армією. Загальна чисельність бойового складу нараховувала 2032 вояки; 100—200 вільнонайманих селян перебувало при обозі. Військо формувалося з чотирьох полків по 500 осіб, артилерії та обозу. Керівник кампанії Ян Замойський поклав на запорожців функції розвідки та забезпечення безпечної зони навколо основного королівського війська. Попри військові успіхи, кампанія виявилася дуже затратною для скарбниці Речі Посполитої. Бракувало грошей на виплату воякам, не вистачало теплого одягу, харчів, боєприпасів, корму для коней. Війна затягувалася, i вона бачилася козакам абсолютно безперспективною. У перших числах вересня 1602 року запорожці рушили до України, переобтяжені здобиччю, пораненими та хворими вояками. При поверненні додому, відчуваючи свою силу та безпорадність коронного уряду, козаки вдалися до грабунків та помстилися шляхті й міщанам Полоцька та Вітебська, котрі допомагали каральним військам придушувати повстання Северина Наливайка. 1603 року козацьке військо повернулося до України.

### Морські походи запорожців

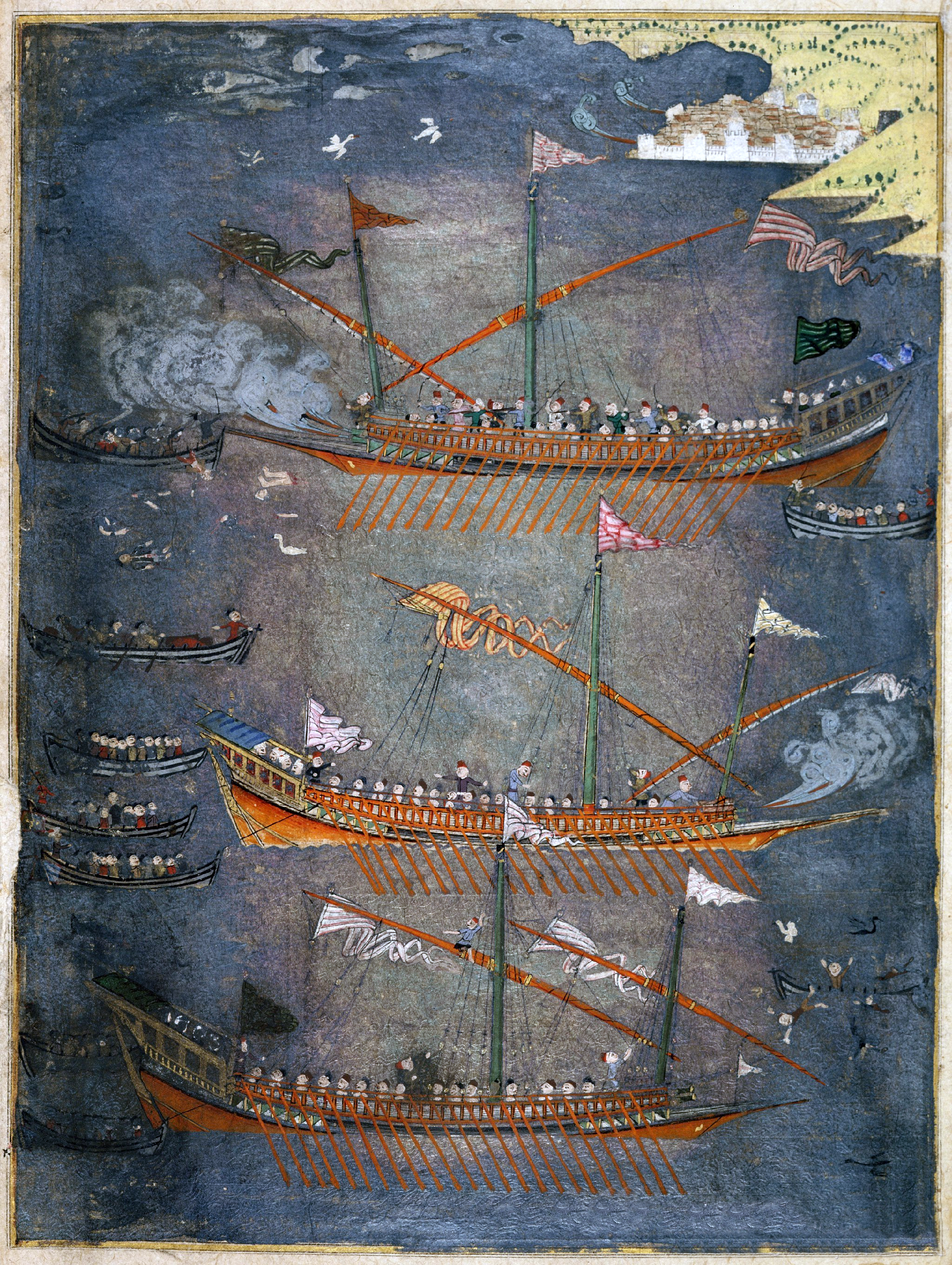
Запорожці на чайках атакують османські галери, XVII ст.

Період з 1603 по 1614 рік, через відсутність збережених перевірених письменних джерел, вважають «темним» періодом у життєписі Сагайдачного. Очевидно, що на той час він брав активну участь у козацьких морських та сухопутних походах проти османів та татар. Лише за таких умов йому могли довірити гетьманську булаву під час походу на Кафу в 1616 році.
На початку XVII сторіччя козацьке воєнне здобичництво набуло значення важливого геополітичного фактора в басейні Чорного моря. По-перше, воно спричиняло постійну напруженість у польсько-османських відносинах. По-друге, напади запорожців завдавали колосальних економічних втрат Османській імперії, зменшували її воєнну могутність, а також справляли стримувальний вплив на татар, оскільки обмежували їхні можливості у спустошенні українських земель. Свої морські походи запорожці здійснювали під політичними гаслами боротьби з ворогами Святого Хреста, і головним їхнім об'єктом були багаті османські й татарські міста. Вони атакували декілька фортець одночасно, але основний удар був спрямований по головній цілі походу, при цьому намагалися знищити османський флот у портах і на морі.
Одним з таких походів, що приписують Сагайдачному, став морський похід на Варну влітку 1606 року. Під час цього походу козаки здобули фортецю, що до того вважалася неприступною. Штурм Варни завершився знищенням всіх берегових укріплень та османських кораблів, які стояли на рейді. Результатом битви стало визволення кілька тисяч полонених, запорожці захопили значні трофеї та 10 османських галер із вантажем та екіпажем. Через цей похід султан видав наказ перегородити Дніпро біля острова Тавані залізним ланцюгом і заблокувати козаків, проте ці заходи виявилися неефективними.
1607 року запорожці провели великий похід на Кримське ханство, під час якого захопили та спалили Перекоп та Очаків. 1608 — на початку 1609 року Сагайдачний здійснив морський похід на 16 човнах-«чайках» у гирло Дунаю, під час якого було здійснено напад на Кілію, Білгород та Ізмаїл. 1612 року козацька флотилія у складі 60 чайок здійснила вдалі походи на ворожі укріплення — Гьозлів, Бабадаг, Варну і Месембрій.
1613 року козаки здійснили два походи на османське узбережжя, а в гирлі Дніпра розбили османську флотилію та захопили шість османських галер.
У серпні 1614 року запорожці на 40-ка чайках подалися до берегів Османської імперії: захопили Трапезунд, узяли в облогу Сіноп, оволоділи замком, вибили гарнізон і знищили весь флот галер і галеонів, які стояли на рейді.
1615 року 80 козацьких чайок підійшли до Константинополя, де спалили вщент гавані Мізевні та Архіокі разом із флотом, що перебував там. Османський султан послав навздогін за козаками цілу флотилію. Проте в морських битвах біля острова Зміїний та під Очаковом османську флотилію було розгромлено, а козаки взяли в полон османського адмірала Алі-пашу.

## Отримання гетьманської булави. Взяття Кафи
У лютому 1615 року Конашевич вже був впливовим козацьким полковником, що мав у своєму підпорядкуванні загін чисельністю до 3000 козаків. Це відомо з листа Лукаша Сапеги, що скаржився своєму братові Леву на Сагайдачного, який перебував на Київщині та не захотів прийти на допомогу підрозділам Речі Посполитої і наказав своїм козакам відступити. Як вказував Лукаш Сапега, Сагайдачний хотів за допомогою татар витіснити жовнірів з України, бо козаки відчували до них ненависть.
Навесні 1616 року запорозьким гетьманом був Василь Стрілковський. Приблизно наприкінці квітня — на початку травня запорожці здійснили похід на османські міста. Під час цього успішного походу було взято міста Варну та Місіврі. Османський флот, висланий наздогін, було розбито біля гирла Дунаю. У червні або на початку липня 1616 року відбулась зміна гетьмана: Гетьманом Війська Запорозького було проголошено Сагайдачного. Причиною його обрання могла стати обіцянка організації більшого походу, ніж того, що був навесні.

### Битва за Кафу

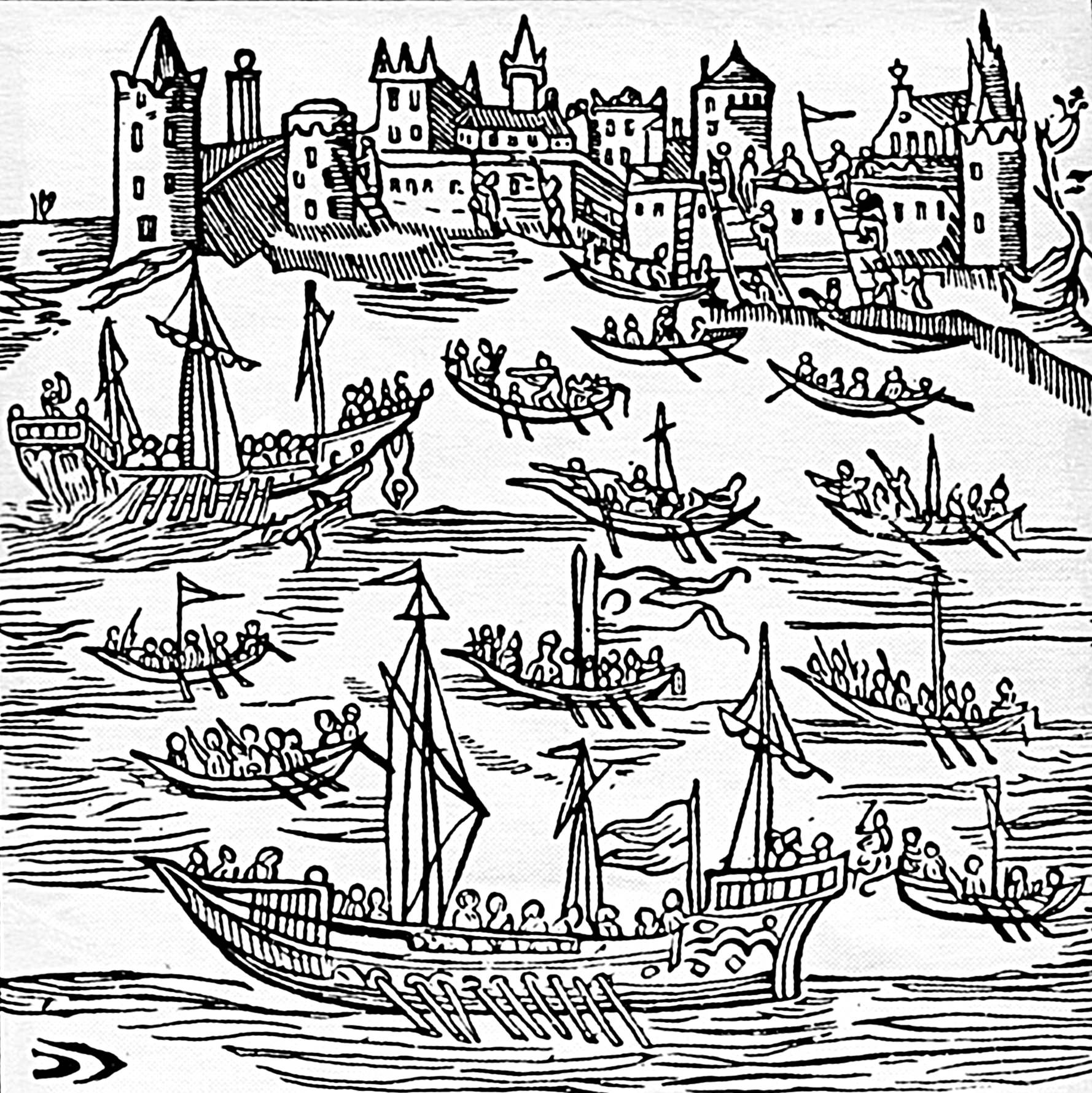
Запорожці знищують османський флот і захоплюють Кафу в 1616

Невдовзі після обрання гетьманом Сагайдачний підготував похід до неприступної османської фортеці Кафи (сучасна Феодосія), що була головним невільничим ринком у Криму. Османи, які ще не оговтались від нещодавньої атаки козаків на міста Румелійського узбережжя, не очікували такого швидкого нападу на добре укріплену фортецю. Кафа була великим та багатим містом, населення якого налічувало від 70 до 100 тисяч мешканців. Кафська фортеця мала міцні оборонні укріплення: 13-метрові зовнішні стіни завдовжки понад 5 км. Гарнізон міста складався з 3 яничарських орт. Комендант фортеці мав у своєму розпорядженні близько 300 вояків, ще 200 солдатів були в підпорядкуванні капудана — командира воєнно-морських сил.
У липні 1616 року гетьман разом із 6-ма тисячами козаків на 120—150 чайках вирушив у морський похід. На виході з Дніпра в Дніпровсько-Бузькому лимані козаки зустріли ескадру османських галер, яку розгромили та захопили близько половини суден. Аби ввести османів в оману щодо своїх подальших дій, Сагайдачний наказав частині війська демонстративно повернутись на Січ із захопленою здобиччю. З рештою війська близько тижня переховувався поблизу Очакова. Приспавши пильність ворога, козаки продовжили свій похід.
22 липня 1616 року Конашевич разом із 4000 козаків прибув до міста. Уночі козаки висадилися на берег і підійшли до воріт Кафи. Відволікши вартових, козаки перебралися через мури фортеці та відкрили ворота міста. Раптовим нападом вони захопили міську цитадель і взялися грабувати місто та звільняти християнських невільників. Аби забрати якнайбільше бранців на свої чайки, козаки викинули чималу частину захопленого добра, тим самим підтвердивши свою обітницю визволяти з неволі християн, яку давали перед своїми походами.
Звістка про взяття запорожцями Кафи здійняла переполох у Бахчисараї, хан Джанібек-Ґерай рятувався втечею до фортеці Чуфут-Кале. Одночасно хан вислав наявні війська на узбережжя Криму, аби не дати козакам висадитися на сушу. Проте козаки розбили військо, що стояло їм на заваді, поновили запаси прісної води та спалили кілька поселень. Після цього запорожці без сутичок повернулися на Січ.
Переможний похід на Кафу, що мав виразний визвольний характер, набув значного розголосу не тільки в Україні. Пізніше Касіян Сакович возвеличив цей подвиг Сагайдачного та його козаків у своїх «Віршах». Цей опис набув героїчного значення в історичній пам'яті українців.
Після цієї перемоги Сагайдачний атакував Стамбул. «Козаки, — свідчить османська архівна хроніка, — увійшли до Стамбула, убили 5 чи 6 тисяч османів, захопили велику кількість полонених і спалили половину міста». Вже біля Січі, в протоці Кінські води, козацька флотилія зустрілася з посланою навздогін ескадрою адмірала Ібрагім-паші. Протягом короткої, проте жорстокої битви козаки розгромили османського адмірала. Після повернення, козаки продовжували атакувати османські фортеці. За свідченням сучасників, козаки контролювали навігацію між Босфором і Дніпрово-Бузьким лиманом. Як вказував відомий італійський мандрівник П'єтро делла Валле у травні 1618 року: «Турки не мають на Чорному морі жодного місця, яке б не взяли і не сплюндрували козаки. В усякому разі вони сьогодні на Чорному морі така значна сила, що, якщо докладуть більше енергії, будуть повністю його контролювати».

### Перше позбавлення гетьманства
Влітку 1616 року сейм Речі Посполитої ухвалив рішення продовжити війну з Московією. Для цього збирали 10-тисячну армію, з якою королевич Владислав мав вирушити до Москви. На сеймі було вирішено виділити запорожцям 20 тисяч злотих, аби залучити їх до цього походу. Переговори з козаками проводив литовський канцлер Лев Сапега. Сагайдачний підтримав це рішення, і вже в січні 1617 року частини запорожців захопили Оскол та спробували захопити Воронеж. Проте царські війська змогли витіснити запорожців із московської території.
Наприкінці 1616 року влада Речі Посполитої ухвалила рішення утворити урядову комісію для переговорів із запорожцями, метою яких була заборона морських походів проти Османської імперії. Засідання комісії призначили на 1 березня 1617 року в Києві.
Невдалий похід на Московщину, а також несприйняття козаками урядової комісії призвело до зростання невдоволення політикою Сагайдачного. На початку 1617 року козаки обрали гетьманом Дмитра Барабаша. Він зірвав проведення комісії в Києві, а вже у квітні організував великий морський похід проти османів за участю 150 чайок.
Успішні дії запорожців розлютили османського султана. На початку серпня 1617 року османський військовий флот досяг Запорозької Січі, проте на той час там було лише кілька десятків козаків. Тим часом каральні сухопутні війська під командуванням Іскандера-паші рушили на територію Речі Посполитої. На березі Дністра поблизу містечок Буші і Яруги вони зустріли королівське військо під командуванням Станіслава Жолкевського. Бажаючи уникнути битви, 23 вересня сторони уклали мирний договір, одним із пунктів якого була заборона запорожцям виходити з Дніпра в Чорне море. Невдовзі коронний гетьман написав запорожцям листа, аби вони прислали своїх представників до Паволочі, що на річці Роставиці.
До Паволочі С. Жолкевський вирушив із коронним військом. Проте запорожці теж направили туди не лише своїх представників, але й сильну армію. Коронний гетьман відступив, чекаючи на підкріплення. Переговори розпочались 28 жовтня в урочищі Суха Вільшанка. Комісари оголосили, що уряд згоден щороку виплачувати Війську Запорозькому 10 тисяч злотих та 700 сувоїв сукна. Натомість вони вимагали скоротити чисельність запорожців, а також щоб запорозького гетьмана призначав король. Ці переговори спричинили бунт серед козаків, Барабашу пригадали, що через його необачність османські війська напали на Запорозьку Січ. Наприкінці жовтня запорожці скинули Барабаша з гетьманства і вдруге обрали своїм гетьманом Сагайдачного.

### Повернення Сагайдачного. Формування антиосманського альянсу

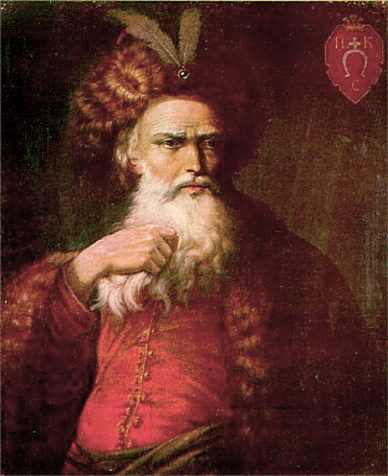
Петро Сагайдачний, картина XIX ст.

У проміжку між 28 та 31 жовтня 1617 року Конашевич знову повернувся для ведення переговорів з урядовими комісарами Корони. Він відкинув антикозацький проєкт угоди С. Жолкевського, при цьому вніс у текст Вільшанської угоди 1617 року пункти, що були сприятливіші для козаків. Попри те, що Сагайдачний підкорився волі короля і пообіцяв не здійснювати морських нападів на османські міста, сейм Речі Посполитої не схвалив цю угоду.
У 1617—1618 роках запорожці укладають союзний договір із грузинським князем (Меґрелії, або Гурії) про захист торговельних суден. Навесні 1618 року запорожці активізують дипломатичні зусилля для спільної боротьби проти Османської імперії. На початку березня 1618 року Сагайдачний відправив посольство до перського шаха з метою заручитись його підтримкою у війні проти Османської імперії. Проте через зраду імеретинського князя посольство не досягло своєї мети.[джерело?]
Окрему увагу в контексті спроб долучення Війська Запорозького до християнської коаліції привертає дипломатична місія французького емісара Олів'є де Марконне у Варшаву 1618 року, який вів переговори з представниками запорозьких козаків. Олів'є де Марконне, представляв інтереси герцога де Невера, який згодом став одним із ініціаторів створення нового військово-рицарського ордену під назвою Ліга християнської міліції та виступав за об'єднання християнських правителів Католицької Європи у спільній боротьбі проти Османської імперії. Попри Тридцятирічну війну, що розгорілася в той час, ця ініціатива продовжувала ідею хрестового походу, яка, як зауважує Петро Сас, знаходила підготовлений культурно-історичний, політичний та соціально-психологічний ґрунт у свідомості західноєвропейського суспільства перших десятиліть XVII століття[сторінка?].
У листі до герцога від 13 квітня 1618 року повідомлялося, що козаки, діючи «іменем усього війська», зобов'язувалися «вступити в Лігу християнської міліції, щоби напасти на Турків», виставити 60 000 вояків і, використавши зв'язки з Константинопольським патріархом, «піднести всіх греків проти султана»[сторінка?]. Цей документ, пізніше виявлений Ільком Борщаком у французьких архівах, набув особливого значення в історичному наративі міжвоєнного періоду, ставши підґрунтям для розгортання ідеї про участь Сагайдачного в загальноєвропейському проекті антиосманського союзу. Водночас, як зауважує Вадим Ададуров, ці інтерпретації далеко виходили за межі джерельної бази. Дослідник вказує, що «найстарший з-поміж козаків» був не Конашевич, а Дмитро Отрохимович, і підписантом грамоти був саме він, а не Сагайдачний[сторінка?]. Крім того, дослівне читання грамоти демонструє її умовність: згода на участь у поході залежала від дій імператора, а не була безумовною ініціативою запорожців.
Т. Коструба, зокрема, вслід за І. Борщаком продовжує мітологізацію Сагайдачного. На основі листа Олів'є де Марконне до герцога Шарля де Невера (Варшава, 13/IV/1618), поданого Борщаком, Коструба розглядає Лігу не лише як військовий альянс, а як ідеологічно-релігійний союз, де Сагайдачний постав як лицар християнського світу, що став частиною європейської антиосманської коаліції. На думку Коструби, його діяльність мала надрегіональний вплив і була важливою для зміцнення української ідентичності в межах ширшої християнської цивілізації. Щоправда, дослідник В. Ададуров переконливо доводить: «(…) у листі нема жодних натяків на спільні угоди, дії чи плани де Невера і козаків, тож говорити про належність останніх до ефемерної „Ліги християнської міліції“ не випадає»[сторінка?].
Таким чином, хоча сам факт участі козацьких представників у переговорах із Марконне підтверджується, оцінки цієї події, сформовані Ільком Борщаком і частково Теофілем Кострубою, на думку Вадима Ададурова, спираються на гіпотетичні реконструкції, а іноді й на некритичне використання джерел, що вели до ототожнення Сагайдачного з автором козацької грамоти та включення його постаті в історично недоведену дипломатичну роль у проєкті Ліги християнської міліції.[джерело?]
У квітні 1618 року у Варшаві посли Війська Запорозького загалом погодили антиосманський план перського шаха Аббаса I Великого щодо переселення 10—12 тисяч козаків у чорноморський порт Яні (можливо при гирлі річки Трабзон).
7 квітня в столиці Речі Посполитої запорозькі посли на чолі з Дмитром Отрохимовичем підписали угоду з Олівером де Марконом (представником герцога Карла Ґонзаґа де Невера, який згодом став одним із засновників нового лицарського ордену під назвою Ліга християнської міліції). Згідно з цією угодою, Олівер де Маркон став повіреним запорожців у справі залучення їх до хрестового походу проти Османської імперії, що його намагався організувати герцог де Невер. Запорозькі посли пообіцяли виставити на цю війну разом зі своїми союзниками (можливо, донськими козаками) 60-тисячне військо. До цієї ліги належали Папа Римський (на той час — Павло V), німецький імператор, королі Іспанії, Англії, Речі Посполитої та Франції. Участь у цих переговорах свідчила про воєнно-політичну вагу Війська Запорозького в тогочасній європейській політиці.

## Похід 1618 року на Москву

### Передумови та організація походу
На початку квітня 1617 року королевич Владислав вирушив із Варшави в похід до Москви з метою отримати корону московського царя, якою на той час володів обраний 21 лютого 1613 року Земським Собором Михайло Романов — перший московський цар з династії Романових. Наприкінці вересня під Смоленськом військо королевича об'єдналося з армією Яна Кароля Ходкевича. Навесні коронне військо Речі Посполитої на чолі з королевичем Владиславом підійшло до м. Вязьми й поставило табір, очікуючи підходу підкріплень. Проте ані вояків, ані грошей не надійшло, тому більшість жовнірів залишила табір. Аби врятувати королевича й виправити ситуацію, уряд Речі Посполитої звернувся по допомогу до Війська Запорозького. У березні 1618 року дванадцять запорозьких сотників зустрілися з королевичем Владиславом і пообіцяли привести йому 20-тисячне військо.
Умови для участі військ Сагайдачного в поході були такими:
1. Розширення козацької території в Речі Посполитій;
2. Свобода православної віри в Україні;
3. Збільшення реєстрового козацького війська;
4. Визнання Річчю Посполитою адміністративної та судової автономії України.

Ситуація, у якій опинився Сигізмунд III, була складною, тому він пообіцяв виконати ці умови. Сагайдачному відправили клейноди — булаву, бунчук, печать і прапор.
Підготовку до московського походу обговорювали на двох загальних радах у червні 1618 року. На цих переговорах козаки, зокрема, вимагали припинити утиски православного населення. Після переговорів українське командування під керівництвом гетьмана Сагайдачного розробило план майбутнього походу. Оскільки, за донесеннями козацької розвідки, більшість московських військ була націлена на смоленський напрямок, Сагайдачний відкинув план Речі Посполитої, який передбачав рух козаків від Смоленська до Вязьми, натомість обравши шлях від Путивля прямо на Москву. Задля збереження таємниці гетьман не повідомив сторону Речі Посполитої про свій план. Крім того, козаки провели операцію з відвернення уваги московських воєвод від південного кордону.

### Шлях до Москви

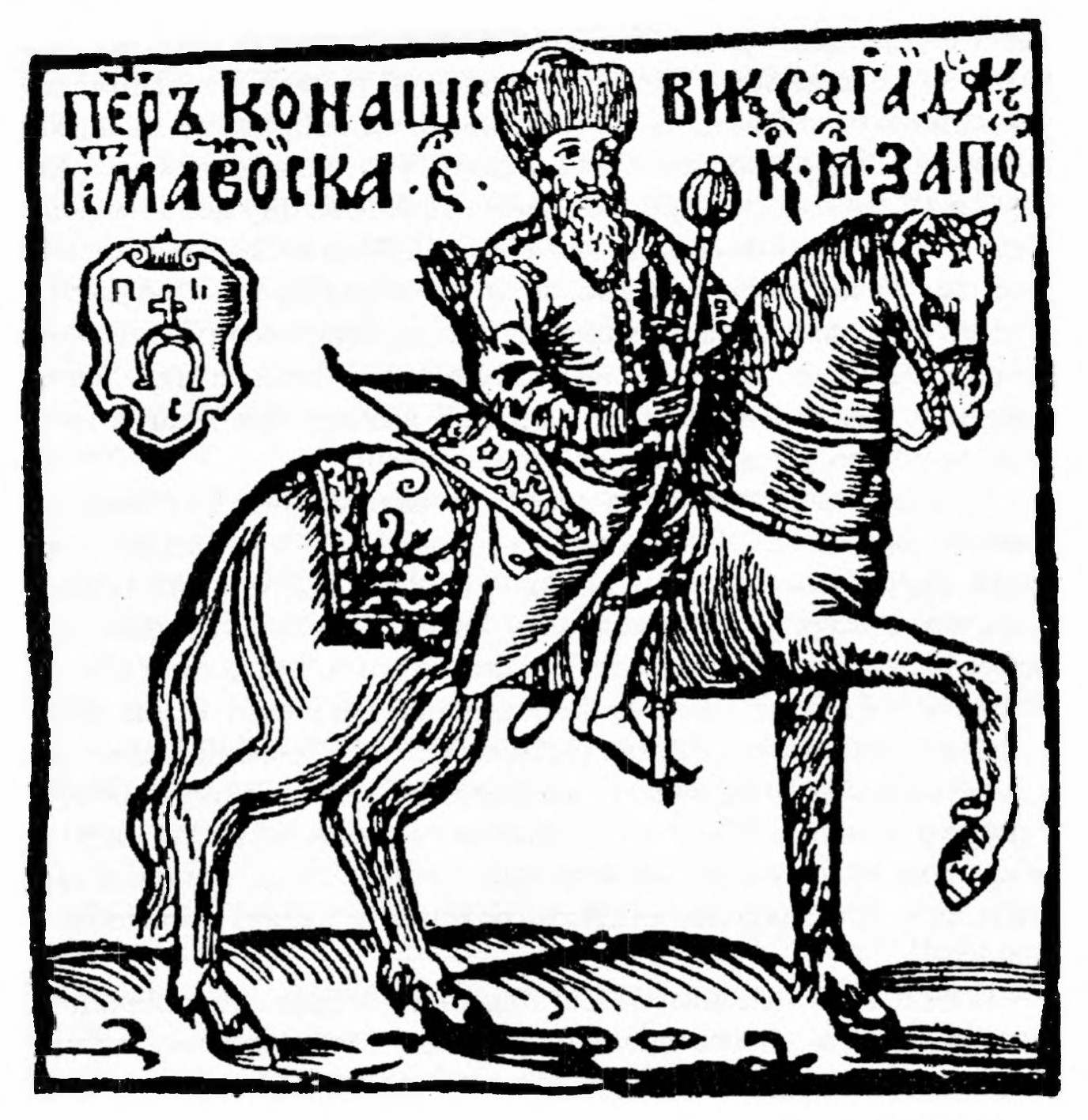
Петро Сагайдачний. Гравюра 1622 р.

У другій половині червня 1618 року 6 полків 20-тисячного козацького війська під проводом Конашевича вирушили до Москви. Зі собою запорожці взяли 17 гармат невеликого калібру, а решту артилерії, аби не уповільнювати рух, залишили в Києві. Після переправи через Дніпро військо Сагайдачного вийшло на Муравський шлях, що вів від Криму лівобережжям Дніпра в напрямку Тули.
7 липня козаки підійшли під одне з найбільш укріплених міст на півдні Московщини — Лівни. Результатом несподіваної атаки запорожців стало захоплення міста ще до першої години дня. У полон потрапив воєвода Микита Черкаський, інший воєвода, Петро Данілов, загинув під час бою. Захопивши лівенську фортецю, запорожці знищили всіх оборонців. Після оволодіння містом запорожці розташувались у його посаді, а 10 липня продовжили шлях.
16 липня запорожці підійшли під Єлець — добре укріплену фортецю, розташовану за кілька десятків кілометрів на північний схід. Обороною міста керував воєвода Андрій Полєв, що мав у своєму розпорядженні до 7 тисяч ратників (близько 2000 власного гарнізону та військо мценського воєводи). Розуміючи, що облога міста може тривати доволі довго, Сагайдачний використав хитрість. Більшу частину свого війська він заховав у лісі, а з невеликою частиною підійшов під місто. Єлецькі воєводи Іван Хрущов і Андрій Полєв, побачивши це, наказали своєму війську вийти за мури й почали переслідування козаків. Тим часом основні козацькі війська виступили з укриття і вщент розбили московське військо. Протягом наступної ночі козаки штурмували фортецю із залишками московського війська й після трьох атак увірвалися за мури та захопили фортецю. Відтак єлецькі священники попросили запорожців не руйнувати місто, запропонувавши натомість видати царського посланника С. Хрущова разом із скарбницею (30 тисяч рублів, призначених для підкупу кримського хана). Козаки прийняли капітуляцію і відправили невеликий загін для проведення арештів та реквізиції.
Наприкінці липня — початку серпня Сагайдачний відправив полковника Михайла Дорошенка на чолі 10-тисячного загону у рейд по Рязанщині. Його війська захопили міста Лебедян, Скопин, Данков, Ряжськ. На початку серпня цей загін спалив посад Переяславля-Рязанського. При поверненні до військ Сагайдачного були захоплені Песочня, Сапожок та Шацьк.
Об'єднавши власні сили й визначивши через посланців місце зустрічі українського та військ Речі Посполитої у Тушині, український гетьман продовжив похід. Загін з 1000 вершників на чолі з полковником Милосним був направлений до добре укріпленої фортеці — Михайлова. Під Михайловим козаки зазнали невдачі. Запорожці мали в ніч з 21 на 22 серпня захопити місто, проте через погану погоду дісталися міста лише 22 серпня. За цей час до міста підійшло підкріплення, і план раптової атаки зірвався. Сагайдачний з головним військом прибув під фортецю 26 серпня і був змушений перейти до звичної облоги. Після двох спроб захопити місто штурмом 7 вересня Конашевич вимушений був полишити облогу, аби встигнути на з'єднання із королевичем Владиславом біля Москви.
Після невдалої облоги Михайлова Сагайдачний направив близько 2000 козаків під проводом Федора Бориспільця на близькі підступи Москви з півдня — у Мещерські краї. Одним із завдань цього маневру було відвернути увагу противника від запланованого форсування Оки на північ від Михайлова основним козацьким військом. Загони Федора Бориспільця захопили міста Касимов, Казар, Романов.
Навперейми козакам цар Михайло Романов направив 7-тисячне військо під керівництвом Дмитра Пожарського та князя Григорія Волконського. Це військо мусило завадити переправитись запорожцям через р. Оку і зупинити його просування до Москви. Проте під час походу захворів Д. Пожарський, і все керівництво царським військом взяв на себе воєвода Г. Волконський. Він намагався перешкодити гетьманові переправитися через Оку поблизу Коломни.
9 вересня Сагайдачний переправив через Оку розвідувальний загін козаків чисельністю близько 400 осіб. Переправу здійснено в районі сучасного Перевицького Торжка, за 30 км на південний схід від Коломни. Отримавши цю інформацію, гетьман вирішив йти основними силами під добре укріплену фортецю Зарайськ, а деяких полковників направив здобувати Каширу. Перші бойові сутички поблизу Зарайська відбулись 11 вересня, коли авангард запорожців розбив загін московських вояків, і козаки навіть змогли увірватись до міського острогу. Проте цих сил не вистачило, аби закріпити успіх, і Зарайськ встояв. 12 вересня Сагайдачний отримав листа від королевича Владислава, в котрому той вказував, що вирушає з-під Можайська під Москву, і наказував гетьману негайно виступати, аби прибути в район Симонового монастиря. Наступного дня було скликано козацьку раду, де вирішили розпочати 14 вересня виступ до Москви, не чекаючи повернення Федора Бориспольця. Також козаки вирішили скасувати штурм Кашири та зосередитись на підготовці переправи поблизу Зарайська. Протягом 15—16 вересня запорожці проводили облогу Зарайська, одночасно концентруючи війська поблизу впадіння Осетра в річку Оку та готуючись до переправи.

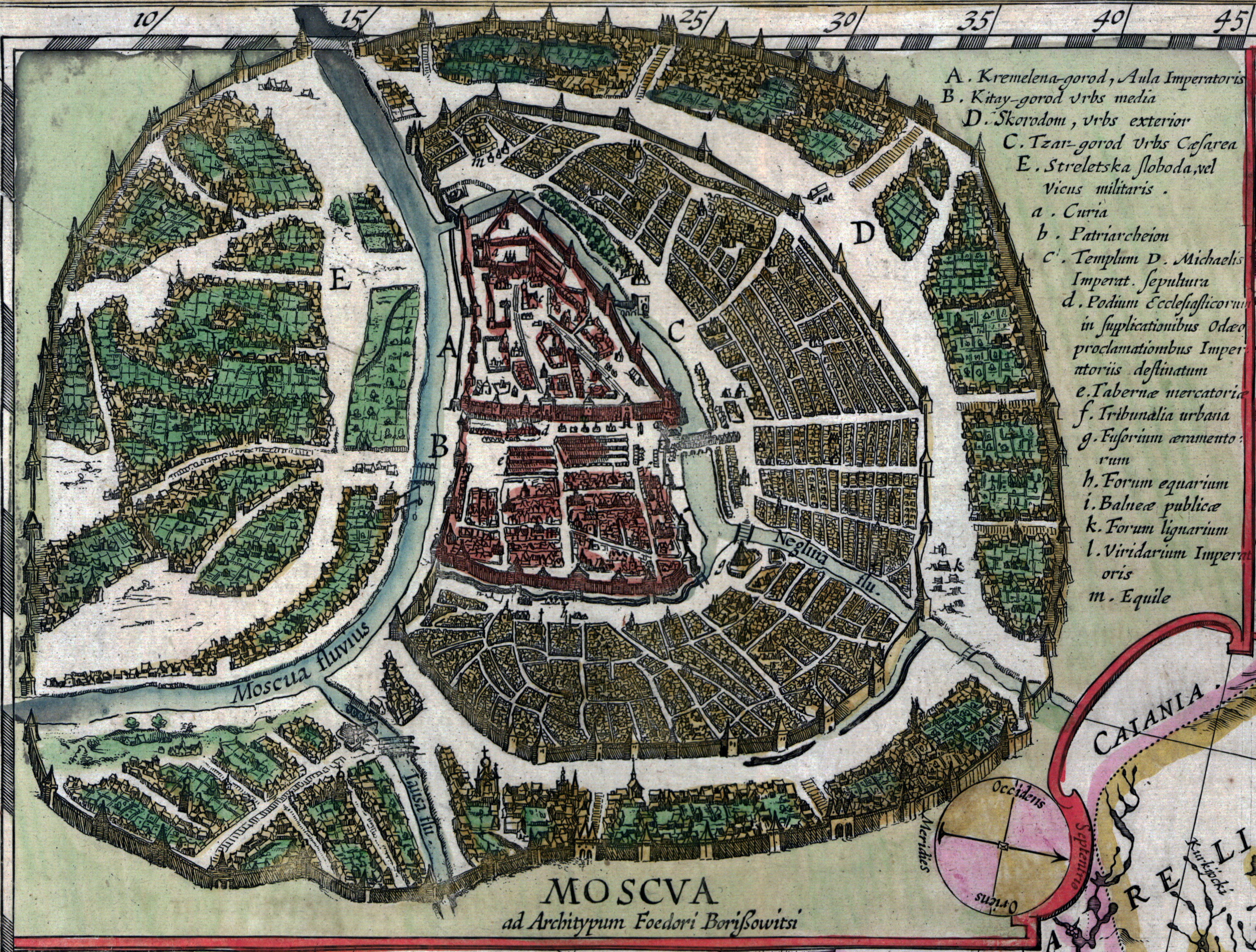
Мапа Москви з атласу Віллема Блау, 1613 р.

15 вересня цар Михайло Романов наказав Г. Волконському в жодному разі не дати війську Сагайдачного переправитись через р. Оку, а при спробі переправи — відкинути їх. 16 вересня перші 400 козаків-піхотинців сіли на човни для переправи. Тим часом, для завади переправі, до місця висадки вирушив Г. Волконський разом зі своїм військом. Проте вже до кінця дня близько тисячі запорожців висадились вище та нижче того місця, де стояло військо московського воєводи. Отримавши відомості про це, Волконський почав поспішно відступати до Коломни. Його військо вразило дезертирство, від нього втекли загони московських козаків та астраханські татари. Зважаючи на це, Волконський вирішив — разом із військом покинути Коломну, після чого спішно вирушив до с. Гжель на відстані 65 км від Коломни. Упродовж наступних декількох днів, не зустрічаючи опору від деморалізованого московського війська, Сагайдачний із мінімальними втратами здійснив переправу через р. Оку.
Невдовзі після здійснення переправи козацькі війська стали табором поблизу Черкізово, звідти 24 вересня Сагайдачний пише листа Владиславу, в якому повідомляє, що відправляє своїх послів — полковників Михайла Дорошенка та Богдана Коншу із завданням точно визначити час та місце приходу під Москву. 28 вересня посли прибули у Звенигород і під час переговорів із командуванням Речі Посполитої дійшли згоди, що з'єднання військ відбудеться 3 жовтня у селищі Тушино. Проте в Сагайдачного були свої плани: аби убезпечити свої тили, він організовує ряд атак на московські війська, що розташовувались поблизу Коломни, при цьому 3 жовтня полк Ф. Пирського атакував саме місто і козаки навіть увірвались на територію посаду.
6 жовтня військо на чолі з П. Сагайдачним вирушило Каширським шляхом у бік Москви. У районі Донського монастиря їм заступило дорогу московське військо на чолі з Василем Бутурліним. Цар вислав проти Сагайдачного 6000 кіннотників, всі наявні московські резерви. На початку битви Сагайдачний і московський воєвода Бутурлін особисто билися і гетьман звалив воєводу з коня. Під час бою запорожці знищили передні загони супротивника, і решта московської кінноти почала рятуватися втечею.

### Облога Москви. Повернення до України
Наміри Сагайдачного щодо Москви були дуже рішучими, і підтвердженням цього є його лист королевичу Владиславу, який надіслано після 24 вересня. У листі гетьман пише: «Аби Пан Бог всемогутній у досягненні задуму цього до удостоєння призначеного вашій королевичевій милості царства щастив і благословив, а той народ впертий під ноги маєстату свого підбити сприяв».

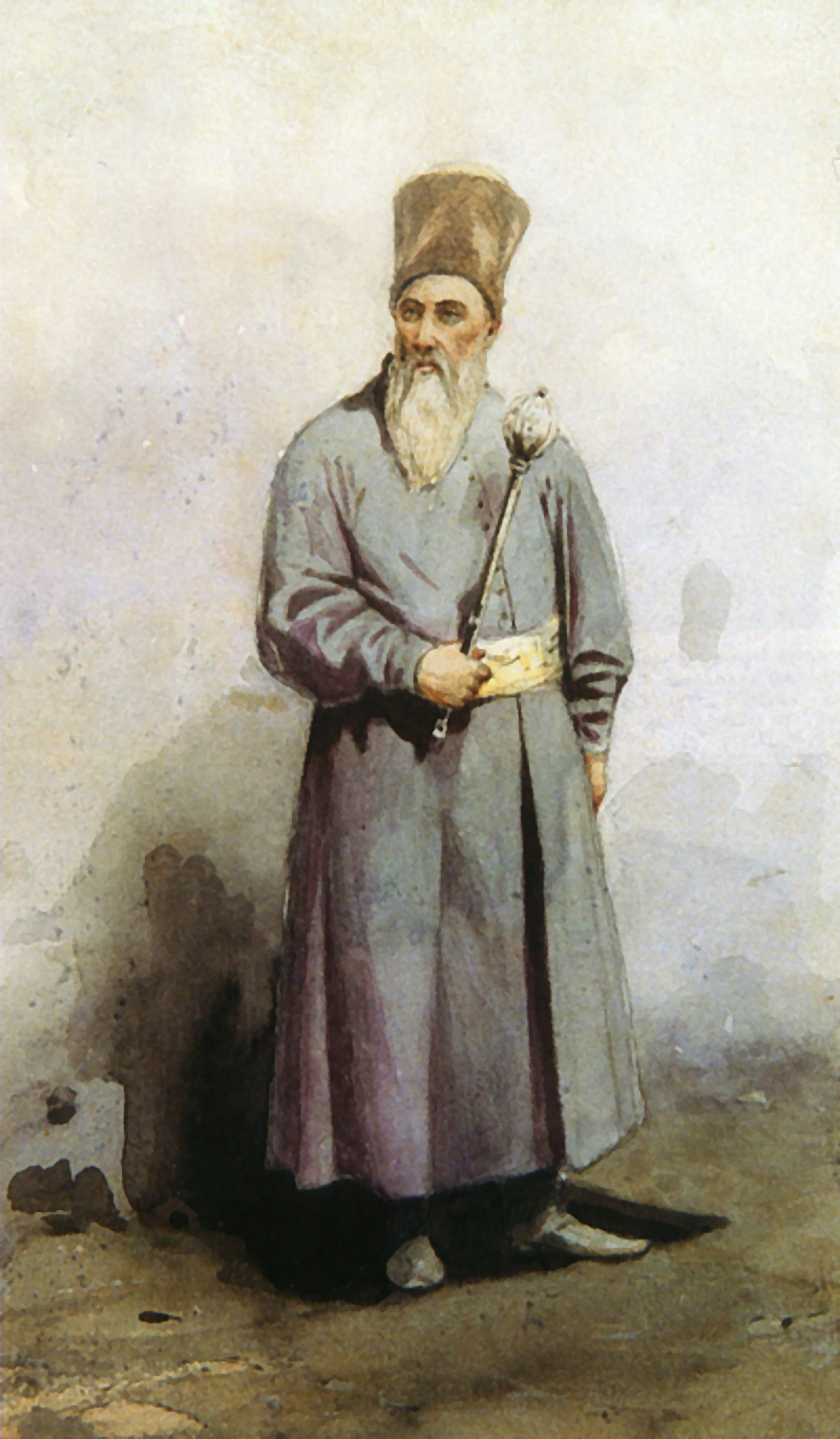
Сергій Васильківський. Портрет гетьмана Петра Конашевича-Сагайдачного. 1900-ті роки

8 жовтня поблизу Тушино запорожці об'єдналися з силами королевича Владислава. Як подарунок козаки вручили королевичу лівенських та єлецьких воєвод, царських послів та полонених татар. Напередодні прибуття Сагайдачного литовський гетьман Ян-Кароль Ходкевич розробив план штурму Москви. Цей план полягав у одночасному штурмі столиці з декількох сторін, з головними ударами біля Арбатських та Тверських воріт. Основною атаковою силою виступали війська Речі Посполитої та найманці. Військо запорожців було розділене на декілька частин, частина з них йшли на штурм острогу за Москвою-рікою, решта мусила виконувати роль резерву та відволікати царські війська від головних напрямків.
11 жовтня військо королевича Владислава та козаки Петра Сагайдачного розпочали наступ на Москву. Штурм тривав протягом декількох годин з третьої ночі і до світанку. Нападники змогли увірватись до міста зі сторони Арбатських воріт, проте, не отримавши належну підтримку, атака зупинилася. Не бачачи можливості продовження атаки, підрозділи Речі Посполитої із невеликими втратами відступили від міста.
Важкі воєнні обставини змусили московську владу піти на переговори, що вперше відбулися 31 жовтня поблизу Тверських воріт. Протягом листопада велись тривалі переговори між польськими та московськими послами. Кожна зі сторін очікувала скорішого виснаження свого супротивника. Тим часом окремі загони запорожців продовжували атакувати московські міста на північ та північний захід від Москви, розорюючи Ярославський та Вологодський повіти, тим самим підриваючи економічні ресурси держави.
Наприкінці жовтня Сагайдачний направив 8-тисячне військо на південь від Москви, на прилеглі до лівого берега Оки землі. Основною метою цього рейду було здобуття м. Калуги — стратегічно важливого міста із добре укріпленою фортецею. Першим помітним населеним пунктом на шляху цього рейду став Серпухов. 3 листопада козацькі полки під керівництвом полковників Ємця, Ф. Пирського, Милосного та Б. Конші розпочали штурм міста. Протягом декількох годин козаки взяли міський посад, проте не стали штурмувати кам'яний міський кремль, що був розташований у важкодоступному місці, оскільки шансів на його швидке здобуття було небагато. Далі ці полки рушили на з'єднання із полком Петра Сагайдачного під м. Калугу і в ніч з 3 на 4 грудня 1618 року об'єднане військо розпочало штурм міста. Запорожці, здійснивши блискавичну атаку, захопили міський посад, змусивши гарнізон міста під керівництвом воєводи М. Гагаріна замкнутись у міській цитаделі. Облога Калузького кремля тривала аж до підписання польсько-московського перемир'я.

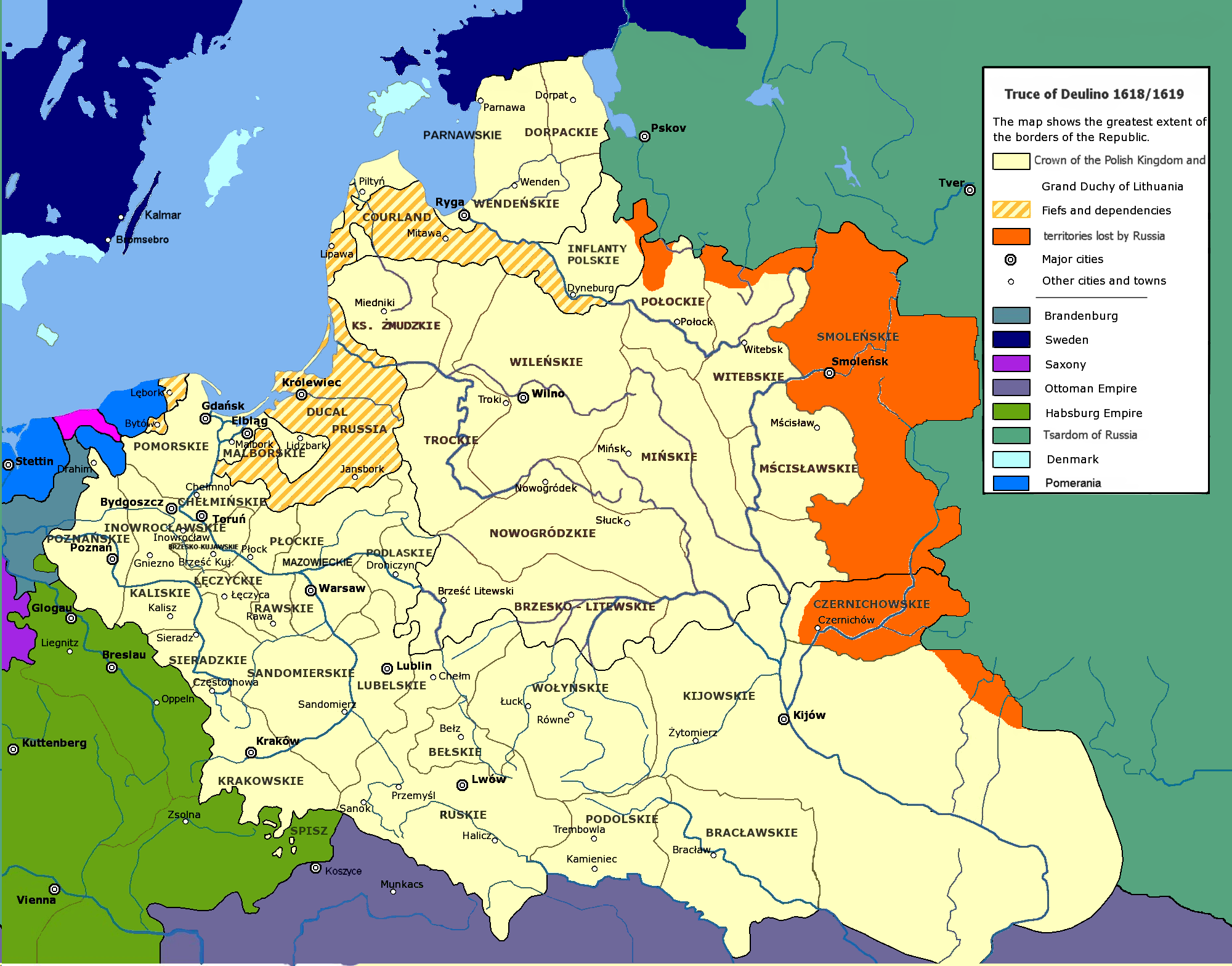
Помаранчевим кольором виділені території, що відійшли до Речі Посполитої, згідно з Деулінським перемир'ям

Рейд Конашевича-Сагайдачного до Калуги став шоком для московської влади. Оцінюючи ці події, Ян III Собеський вказував, що саме через цей рейд московитів охопив жах і що запорожці «якнайшвидше схилили їхніх комісарів до переговорів». Відновлення переговорів відбулося 3 грудня в селі Деуліні неподалік Троїце-Сергієвої лаври. Переговори проводились протягом трьох раундів. Сторони прийшли до спільного рішення і 11 грудня 1618 року уклали так зване Деулінське перемир'я. Воно стало найбільшим успіхом Речі Посполитої в протистоянні з Московською державою. Річ Посполита отримала білоруські й українські землі, які до того були загарбані Москвою — Смоленську, Чернігівську та Новгород-Сіверську, всього 29 міст. Король Речі Посполитої офіційно зберіг за собою право претендувати на московський трон. З іншого боку, це перемир'я поклало початок завершенню періоду постійних війн в Московському царстві, котрий тривав упродовж 15 років. На думку Віктора Брехуненка, сам Сагайдачний був проти замирення й відкрито виступав за оволодіння Москвою.
Наприкінці грудня на козацькій раді ухвалили рішення про припинення бойових дій та повернення в Україну. Військо розділилось на дві частини, що йшли паралельним шляхом. Більша частина, під керівництвом Сагайдачного, рухалась лівим берегом р. Оки за напрямком: Перемишль, Бельов, Болхов, а далі на Київ. Менша частина, під командуванням Ф. Пирського, вирушила правим берегом р. Оки у напрямку: Овдоєв, Курськ, а далі на Київ. За декілька тижнів військо Сагайдачного вже було в Україні, при цьому йому сприяла московська влада, забезпечуючи підводами та провіантом.
Після повернення до України, військо Сагайдачного стало на постій у Київському воєводстві, а гетьманський полк у самому Києві. За свою участь у московському поході запорожці отримали грошову винагороду в розмірі 20 тисяч золотих та 7000 штук сукна. За словами Д. І. Яворницького, по прибутті до Києва Петро Сагайдачний прийняв титул «гетьмана України» й став управляти тією її частиною, яка визнавала себе козацькою.

## Відновлення православної ієрархії. Війни з татарами

### Підписання Роставицької угоди

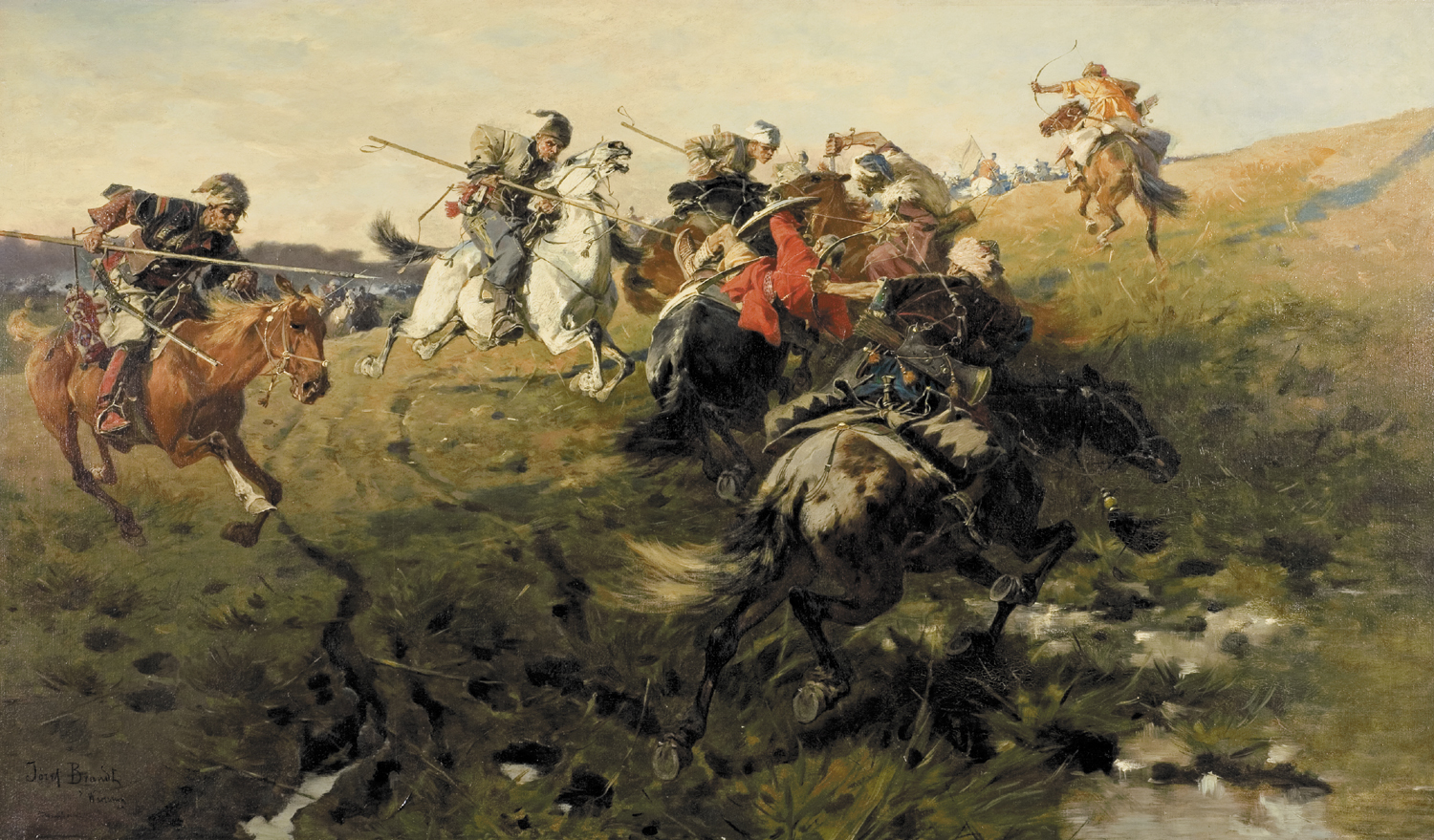
Ю. Брандт. Сутичка козаків з татарами

Відмова Сагайдачного від морських походів проти османів викликала невдоволення серед широких верств козацтва. Приблизно наприкінці травня 1619 року Сагайдачного позбавили влади та обрали запорозьким гетьманом Дмитра Барабаша. Проте вже на початку липня Конашевич-Сагайдачний повернув собі гетьманську булаву. Близько 30 липня він скликав у Києві раду, на яку прибули близько тисячі козаків та старшин, делегованих з місць. Діючи в інтересах так званих старовинних козаків (соціальна база яких складала близько 10 тисяч осіб з-поміж запорозьких ветеранів, нащадкових козаків, старшин), учасники ради висловилися за політичний компроміс із владою Речі Посполитої: в обмін на визнання станових прав «старовинних» козаків вони добровільно погоджувалися очистити Військо Запорозьке від «нових» козаків — покозачених селян та міщан. На цій раді ухвалили також узяти під протекцію та оборону Війська Запорозького Православну церкву.
Однак офіційна Варшава хотіла зреформувати Військо Запорозьке за зразком Речі Посполитої. Король Сигізмунд III відправив до України урядову комісію разом із військом під проводом С. Жолкевського. Дізнавшись про це, козаки стають табором над річкою Узин поблизу Білої Церкви. Упродовж 8—17 жовтня відбувалися польсько-запорозькі переговори, внаслідок яких була підписана Роставицька угода. При укладанні цієї угоди, Сагайдачному та його старшинам вдалося значною мірою нівелювати антикозацьку програму урядових комісарів. Разом з тим, пункти цього документа щодо виписки козаків з Війська Запорозького та обмеження місця їх проживання територією королівщини становили чималу загрозу для козацтва, насамперед «нового». Загалом ця угода мала значною мірою декоративний характер і містила суперечливі пункти.
У середині листопада — на початку грудня 1619 року Конашевич-Сагайдачний вирішив скористатись міжусобною боротьбою між ханами Джанібек-Ґіреєм та Шагін-Ґіреєм. Він повів козацьке військо чисельністю близько 5 тисяч вояків на татарські улуси з виходом під Перекоп. Поблизу Перекопа відбувся бій із близько 8-тисячним військом хана Джанібек-Ґірея. Запорожці завдали противнику помітних втрат, а також визволили з неволі чимало бранців-християн.

### Відновлення православної церковної ієрархії

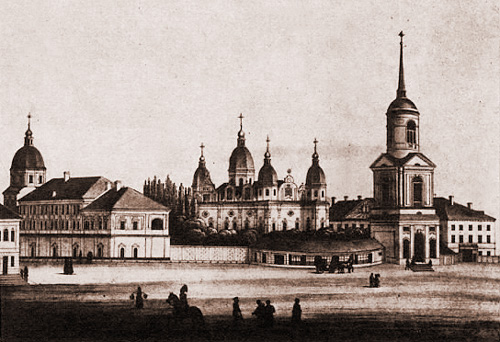
Київський Братський монастир, початок 1800-х

У 1619 році ігуменом Києво-Михайлівського Золотоверхого монастиря в Києві обрали Йова Борецького, одного із засновників Київського братства. Довкола нього згуртувались церковні та світські православні кола України. Як один з керівників братства, Йов Борецький активно співпрацював зі старшиною Війська Запорозького, зокрема з гетьманом Петром Сагайдачним. У цьому середовищі з'явилась ідея, всупереч заборонам влади Речі Посполитої, відновити православну ієрархію Київської митрополії, що була втрачена внаслідок Берестейської церковної унії 1596 року. На нарадах щодо відновлення церковної ієрархії найактивнішу участь брав і Петро Сагайдачний, думка якого, як представника Війська Запорозького, була вагомою. Козацтво було колективним членом Київського братства, а Сагайдачний став ктитором (опікуном) заснованої при ньому школи, надавав їй кошти. Петро Сагайдачний разом із «всім військом Запорізьким» вступив у це братство у 1616 році
У січні 1620 року Конашевич-Сагайдачний відправив до Москви своїх послів із запевненням царя Михайла Федоровича в службі «по-старому» (воєнна служба іноземним монархам була традиційною для запорожців). Посольство на чолі з Петром Одинцем провело переговори із впливовими представниками московської бюрократії. Московські чиновники винагородили послів, проте московська влада відмовилась прийняти пропозицію запорожців, аби не псувати стосунки із татарами.
Час посольства до Московського царства був вибраний не випадково. Саме тоді в Москві перебував патріарх Єрусалимський Феофан III, що мав на меті висвячення Патріарха Московського митрополита Філарета і справи його в Московському царстві уже наближалися до завершення.
Феофан мав повноваження, надані йому Вселенським Патріархом Тимофієм «справувати всі архієрейські справи у підлеглих царгородському патріархові єпархіях», тобто і в Київській митрополії також. При цьому, як патріарх він мав право висвячувати церковних ієрархів.
Очевидно, це ж саме посольство провело попередні переговори з Єрусалимським патріархом Феофаном III, щодо можливості висвячення єпископату українсько-білоруської православної церкви. Петро Конашевич надав особисту гарантію безпеки патріарху при в'їзді до України.
На початку березня 1620 року Сагайдачному довелося відбивати напад татар. Наздогнавши їх поблизу річки Ташлик, він розбив ворога та звільнив з полону сотні бранців. Одразу після бою гетьман повернувся до Києва.

Хрест вкладний Петра Конашевича Сагайдачного до Богоявленської церкви Братського монастиря в Києві

25 березня в Києві гетьман з кількома тисячами козаків урочисто зустрів Єрусалимського патріарха, попросивши в нього від імені всього Війська Запорозького відпущення гріхів за пролиття крові християн під час московського походу 1618 року. Виразною демонстрацією політичної підтримки православної церкви став вступ гетьмана разом з усім Військом Запорозьким до Київського (Богоявленського) братства, що відбувся між 27 травня і 5 червня 1620 року. Гетьман був серед тих, хто активно переконував Теофана III відновити вищу ієрархію Православної церкви.
У 20-х числах червня 1620 року Сагайдачний організував напад із суші та моря на Перекоп 17-тисячним козацьким військом. Бої розпочалися 9 липня; за свідченням С. Жолкевського, похід виявився доволі успішним. По завершенні цієї виправи запорожці вирішують піти на море, чому категорично заперечував Сагайдачний. Невдоволені козаки, насамперед виписані з Війська Запорозького згідно з умовами Роставицької угоди 1619 року, а також ті, які, всупереч його заборонам, хотіли йти на море, виступили проти гетьмана. Сагайдачного було позбавлено влади, а новим гетьманом обрано Якова Бородавку. Одразу після обрання, 26 липня 1620 року, Яків Бородавка вивів на Чорне море близько ста човнів та спустошив Варну.
У жовтні 1620 року патріарх Феофан III разом з іншими двома східними ієрархами — митрополитом Софійським Неофітом та єпископом Страгонським Аврамієм, висвятив ігумена Києво-Михайлівського Золотоверхого монастиря Йова Борецького на митрополита Київського та Галицького й ще шістьох ієрархів у сан єпископів. У листопаді 1620 року П. Конашевич-Сагайдачний разом з нововисвяченним єпископом Йосифом Курцевичем виступив на черговому засіданні сейму Речі Посполитої, де поставив питання про королівське визнання проведених патріархом Феофаном хіротоній. Проте, попри бажання отримати підтримку козаків у війні з Османською імперією, сейм Речі Посполитої не підтримав цю пропозицію.
У лютому 1621 року Конашевич-Сагайдачний з кількома сотнями козаків супроводжував до молдавського кордону Єрусалимського патріарха Феофана III, який повертався додому по висвяченні в Україні православних ієрархів. Запорожці успішно впорались із цим завданням і в 20-х числа лютого Єрусалимський патріарх дістався Сорок.

У 1627 році патріарх Феофан III так оцінював участь гетьмана Петра Сагайдачного у відновленні православної ієрархії та захисті Київської Церкви: 
|  | Справа була б неможливою без підтримки пана й гетьмана Петра Сагайдачного, дії якого в даній справі справедливо можна назвати подвигом рівним апостольському. Ця людина є щирий сповідник Православної віри, за яку віддав своє життя й після заспокоєння свого шанується на Русі як благовірний. |

## Хотинська битва 1621

### Організація та підготовка до війни

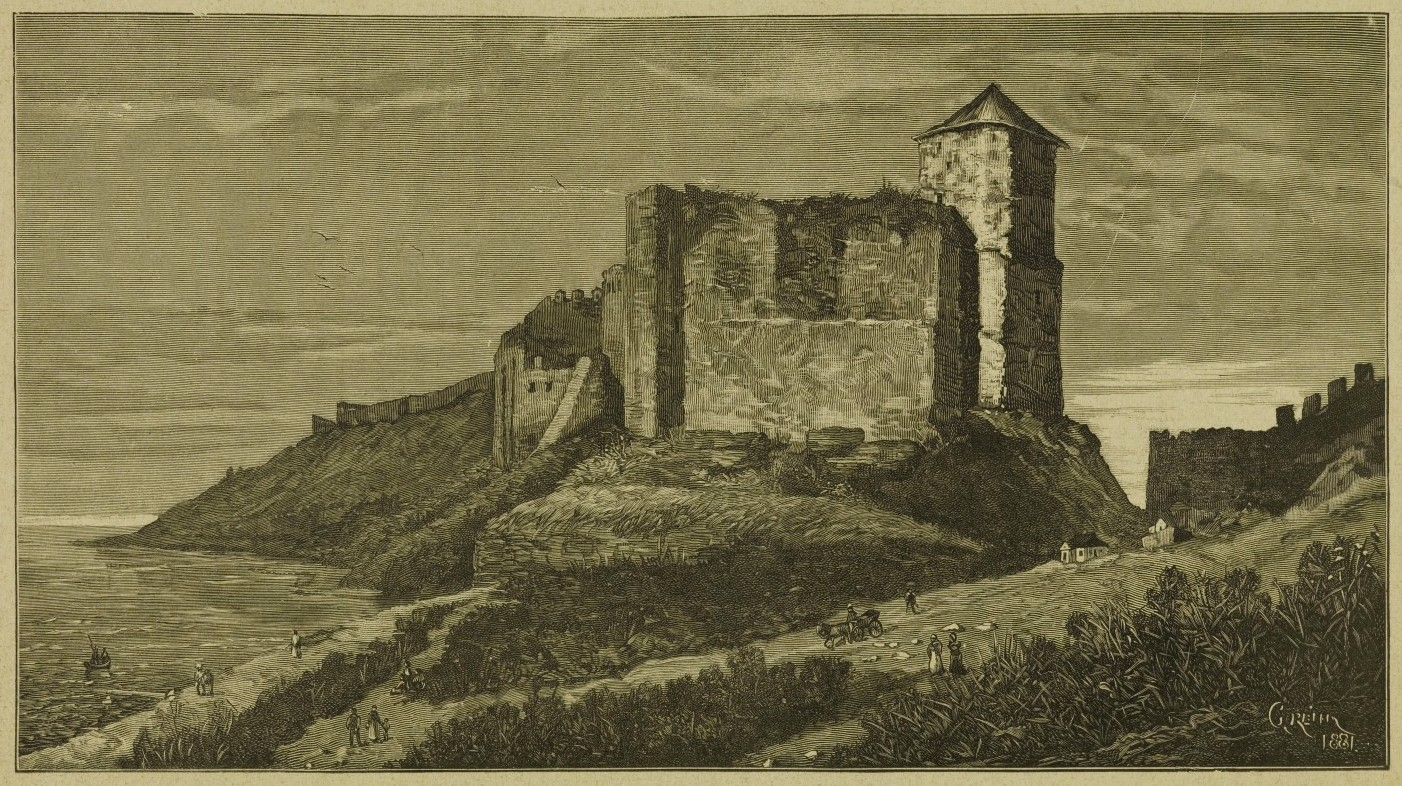
Руїни Хотинського замку наприкінці XIX століття

Після поразки під Цецорою Річ Посполита потрапила у небезпечне становище. Для допомоги у боротьбі з османським султаном Османом II, уряд Речі Посполитої звернувся до козаків. 28 лютого королівський посланець Б. Обалковський прибув на Січ та розпочав переговори із козацькою старшиною, вручивши королівську корогву та 40 тисяч злотих. Проте, запорожці не дали чіткої відповіді, вказавши на необхідність визнання нововисвячених православних ієрархів з боку королівської влади.
15—17 червня 1621 року в урочищі Суха Діброва (урочище між Білою Церквою і Ржищевом) зібралася загальна рада реєстрового і нереєстрового козацтва. Участь у ній взяли також православне духовенство та посланці Речі Посполитої. Річ Посполита пообіцяла платню козакам, а також поступки у релігійному питанні. Рада обрала гетьманом представника нереєстрових козаків Якова Бородавку та прийняла пропозицію сейму Речі Посполитої взяти участь у війні проти Османської імперії. Одночасно було сформоване посольство до короля Речі Посполитої, очолив його Петро Сагайдачний, який мав великий авторитет у Варшаві.

Після ради козацьке військо (чисельністю понад 41 тисячу запорожців і кілька сотень донських козаків) вирушило в похід до Хотинської фортеці, куди вже прямувала 150-тисячна османська армія на чолі з Османом II. Протягом 20—31 липня Конашевича-Сагайдачного разом із посольством прийняв у Варшаві гнезненський архієпископ В. Гембицький, а також Сигізмунд III Ваза. Про його діяльність свідчить у своєму листі католицький єпископ Франческо Чіріолі:
|  | Серед католиків, зокрема й церковників, не бракує впливових осіб, які прихильні до членів козацького посольства (з огляду на теперішню загрозу війни з османами). А згаданий Сагайдачний відверто заявляє, що королівство не одержить ні найменшої допомоги від жодного козака і від більшої частини схизматиків, якщо їхні вимоги не будуть вислухані. З другого боку, багато хто з цих сеньйорів не тільки вважає, що було б величезною шкодою втратити допомогу козаків, військо яких вихваляють як більш боєздатне і краще організоване, ніж те, яке очолює коронний гетьман, а й підкреслюють небезпеку, що ці козаки не битимуться проти османів, і тому говорять, що в даний момент необхідно піти на поступки, щоб вони лишилися вдоволеними. |

У результаті дипломатичних переговорів Петро Сагайдачний домігся від уряду Речі Посполитої задоволення вимог козаків: скасування посади старшого над козаками від уряду Речі Посполитої; визнання влади обраного козацькою радою гетьмана над усією Україною; скасування сеймової постанови щодо обмеження козацьких прав і вольностей; свободи українців щодо віросповідання.
З Варшави Сагайдачний вирушив до табору Речі Посполитої поблизу Хотина, де його з великими почестями прийняв головнокомандувач армії Речі Посполитої Ян-Кароль Ходкевич. Проте козацького війська там не було, з невідомих причин Яків Бородавка затримався, а потім більшу частину війська зосередив у Могилеві, а інших розіслав по Україні. Після обговорення військових планів із командуванням Речі Посполитої, Сагайдачний у супроводі трьох корогов вершників Речі Посполитої вирушив назустріч козакам. По дорозі до козаків Сагайдачний потрапив у османську засідку. Під час втечі він був поранений у руку, але йому вдалося врятуватися. Попри поранення, Сагайдачний перебрався на другий берег Дністра та дістався козацького війська. 25 серпня, по прибутті Сагайдачного, під Могилевом відбулася козацька рада, де замість Якова Бородавки гетьманом обирають Петра Сагайдачного. Старий гетьман був звинувачений у тактичних прорахунках, що призвели до загибелі кількох козацьких загонів та ув'язнений і, за однією з версій, через деякий час страчений за рішенням козацької військової ради.
Після отримання булави перед Сагайдачним постала задача: усупереч перешкодам османського війська, з'єднатися з військом Речі Посполитої. Гетьман впорався із цим завданням і 1 вересня, уникнувши переслідування, із малими втратами підійшов до Хотина й отаборився у долині Дністра. У вересні розпочалися активні бойові дії.

### Перебіг битви

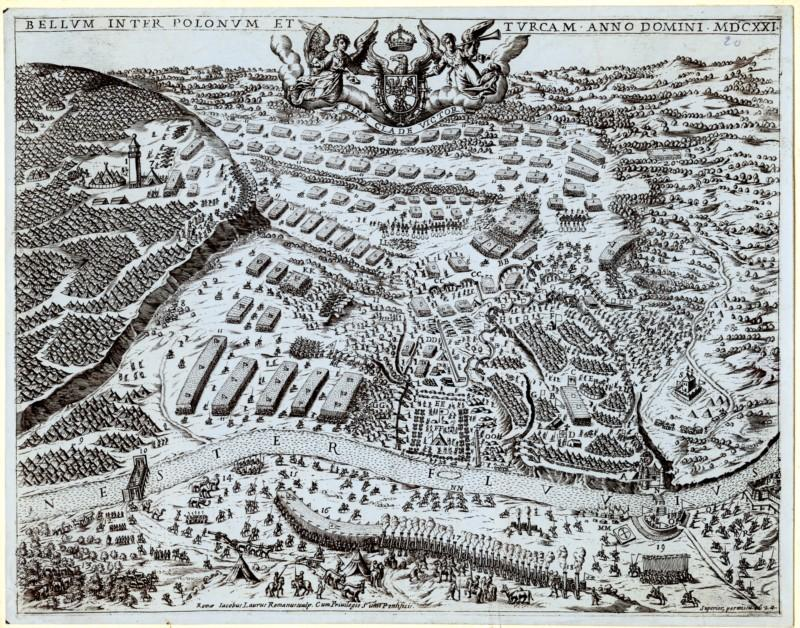
Хотинська битва. 1621 рік

Під час Хотинської війни виразно проявився військовий хист гетьмана Сагайдачного. Згідно з планом Речі Посполитої, козацькі війська тримали оборону долини Дністра. Запорозькі полки очолювали полковники Іван Зишкар, Богдан Конша, Тимофій Федорович, Федір Білобородько, Адам Підгірський, Сидір Чорний (Семакович), Іван Гардзея.
Перші незначні сутички під Хотином розпочалися 30 серпня, коли 5-тисячний татарський загін напав на лісовчиків (легка наймана кіннота в Речі Посполитій). Однак лише 2 вересня почали підходити основні загони Османа II. Не чекаючи на прибуття всіх військ, султан вирішив концентрованим ударом розгромити запорозький табір. Проте масова атака османського війська була відбита козацькою вогнепальною зброєю та артилерією. Це розлютило османського султана і він, обіцяючи, що нічого не їстиме, допоки не знищать козаків, відправив свої добірні війська. Тим часом на допомогу запорожцям підійшли німецькі найманці. Разом вони тримали оборону до самих сутінок. Вже в перший день боїв військо Османа II зазнало відчутних втрат, зокрема загинув бейлербей Боснії — Гусейн-паша.

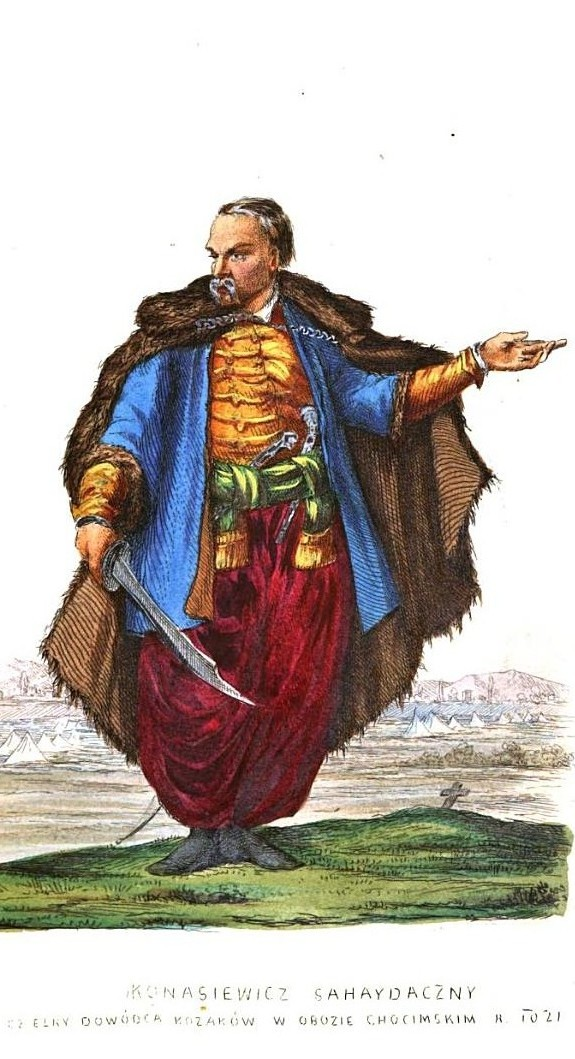
Петро Конашевич-Сагайдачний в таборі під Хотином 1621

Вранці 3 вересня султан віддав наказ розгромити запорожців. Звертаючись до свого війська, він сказав: «Якщо не розіб'ємо козаків, нас матимуть за ляхів». (Малось на увазі, що османи зганьблять себе, як воїнів). Османська армія розпочала атаку з активного артилерійського та вогнепального обстрілу. Проте при підступі до табору запорожці зустріли ворога вогнем, і завдяки організації швидкого перегрупування свого війська Сагайдачний не тільки зупинив атаку ворога, але й організував стрімку контратаку. Військо Османа II втратило під час бою від десяти до двадцяти тисяч вояків. Наступного дня султан знову віддав наказ взяти запорозький табір та особисто відвідав командний пункт, розташований на г. Городище. Османські підрозділи тричі намагались взяти штурмом козацький табір, проте кожного разу невдало. Вже ввечері, витримавши артилерійський обстріл, козаки організували успішну контратаку, увірвавшись до табору Османа II. Вбиваючи солдатів та руйнуючи їхні намети, козаки спричинили паніку в османському війську. Розуміючи, що настав переломний момент у війні, Сагайдачний відправив гінця до Яна-Кароля Ходкевича з проханням вивести всі війська до атаки. Але старий гетьман побоявся відправити військо на підтримку запорожцям, посилаючись на пізню годину. Отримавши відмову, козаки повернулись до свого табору із багатою здобиччю, перед тим поруйнувавши османську артилерію. За свідченням очевидців, під час атаки загинуло близько 15 тисяч ворогів.
Після трьох днів безперервних штурмів османське командування змушене було взяти перепочинок. З 7 вересня османські війська знову повернулись до штурмових дій, проте вже зі значно меншою інтенсивністю. Переконавшись, що оборонців Хотина не взяти лобовими атаками, османське командування взялось за методичну організацію облоги польсько-українських військ. 14 вересня до Османа II підійшло кількатисячне підкріплення на чолі з бейлербеєм Буди Каракаш-пашою, що мав в османів славу неперевершеного полководця. Каракаш-паша заявив султану, що, якщо отримає у розпорядження яничар, то за дві години розіб'є ворога. Отримавши інформацію від перебіжчиків, Каракаш-паша ухвалив рішення вдарити по найслабкішій ділянці оборони — табору Речі Посполитої. Наступного дня він повів 27-тисячну армію, проте завдяки героїчній обороні захисників, штурм був відбитий, а сам Каракаш-паша смертельно поранений. Після отримання цієї звістки османський султан втратив надію на швидку перемогу у війні.
Зважаючи на чисельну перевагу османського війська у живій силі та артилерії, Сагайдачний ухвалив рішення розпочати нічну війну, яка не лише завдавала значних втрат противнику, але й підривала його моральний дух. Нічні рейди козаки почали проводити ще на початку місяця, однак наймасштабніші та найефективніші операції припали на другу половину вересня. У ніч з 18 на 19 вересня 8-тисячне козацьке військо вдарило по правому флангу османського табору. Козаки встигли винищити декілька тисяч ворогів перед тим, як османські війська почали оговтуватись, при цьому самі повернулись майже без жодних втрат. У ніч з 21 на 22 вересня запорожці знову вирушили на нічну вилазку та вбили щонайменше тисячу ворогів, при цьому їм вдалось знищити османських головнокомандувачів Черкес-пашу, Тогаднджи-пашу. Колишній великий візир Гусейн-паша заледве врятувався втечею. У ніч з 23 на 24 вересня запорожці переправились на лівий берег Дністра і знищили розташований там османський табір, де було вбито близько тисячі ворогів.

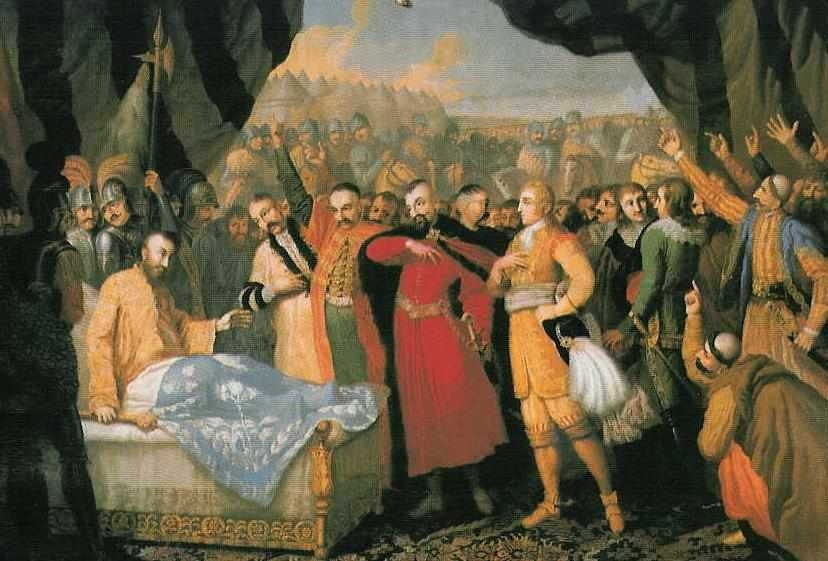
Франциск Смуглевич: «Смерть Ходкевича» Хотин 1621. У центрі, з піднятою рукою гетьман Сагайдачний

24 вересня помер головнокомандувач Речі Посполитої Ян Ходкевич. Османське командування вирішило, що ця новина деморалізує оборонців Хотина, і почало готувати нову масштабну атаку. 25 вересня османські війська провели безуспішну атаку по всій лінії фронту, проте основна підготовка велась до запланованого на 28 вересня генерального штурму.
Зважаючи на те, що війна почала набувати затяжного характеру, 28 вересня 1621 року султан Осман II розпочав загальний наступ. Генеральний штурм розпочався після багатогодинного гарматного обстрілу. Османські війська розпочали одночасну атаку загонів Речі Посполитої та козацького табору. Проте, попри значну підтримку з боку артилерії, змучені війною та розпорошені на декілька напрямків османські війська не виявили великої енергії та волі до перемоги. Османські підрозділи, які штурмували козацький табір, намагалися оточити його з флангів, проте Сагайдачний, виснаживши ворога, організував контратаку, що завдала значних втрат супротивнику. Протягом дня османські війська провели ще декілька атак, однак зазнавши значних втрат (від однієї до кільканадцяти тисяч вояків) вкотре змушені були відступити.

### Хотинський мирний договір. Наслідки війни

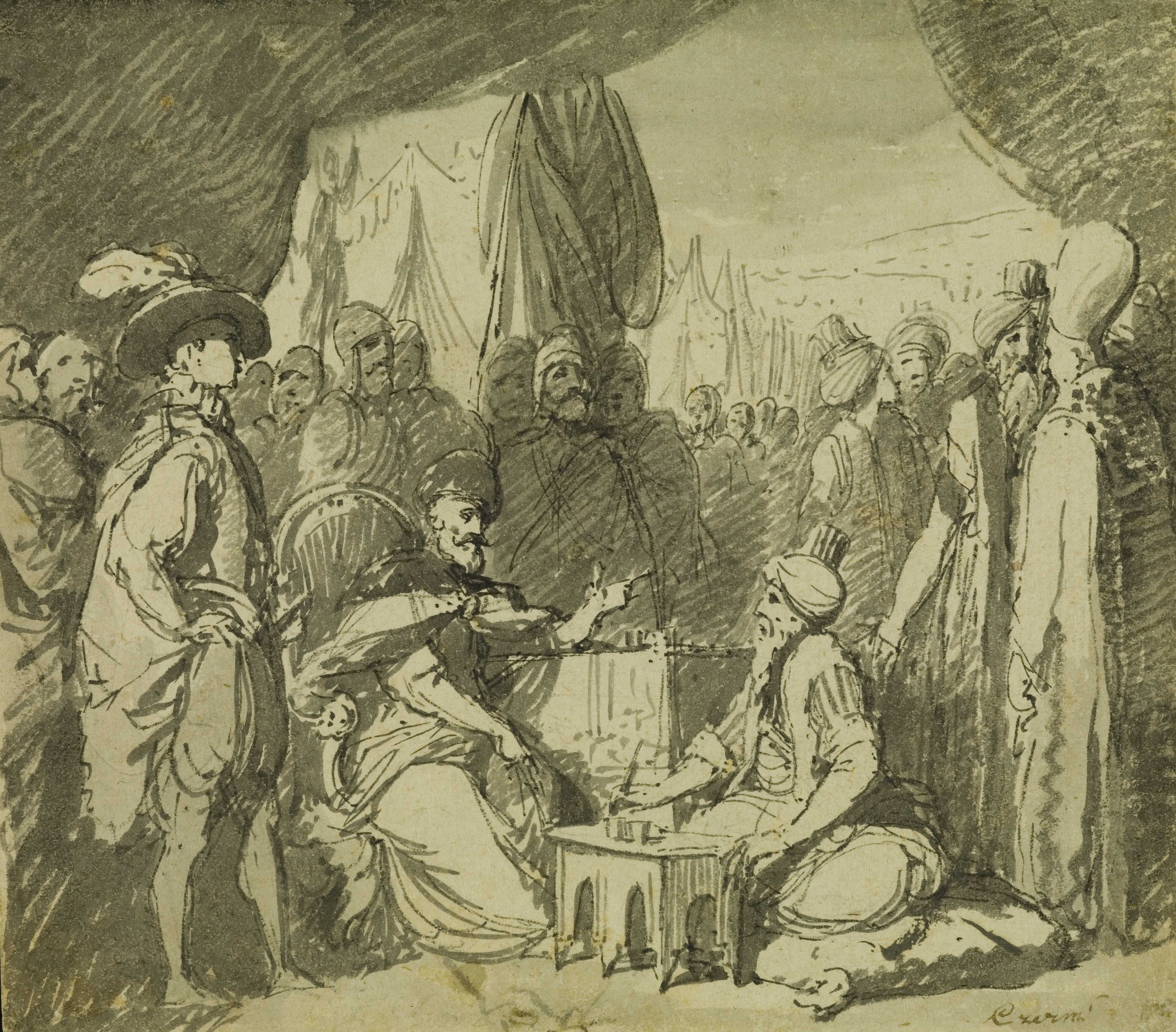
Ф Смуглевич. Підписання Хотинського мирного договору, 1785 р.

29 вересня між командуванням польсько-козацьких і османсько-татарських військ почалися переговори про укладення миру. Вони закінчилися підписанням угоди 9 жовтня 1621 року. Вранці 10 жовтня армія Османа II залишила свої позиції. За мирною угодою сторони домовлялися про відновлення дипломатичних зв'язків. Кордон між Річчю Посполитою та Османською імперією встановили по річці Дністер; Османській імперії та Кримському ханству заборонялось здійснювати набіги на українські та польські землі; запорожцям заборонялось здійснювати походи на Крим і Османську імперію.

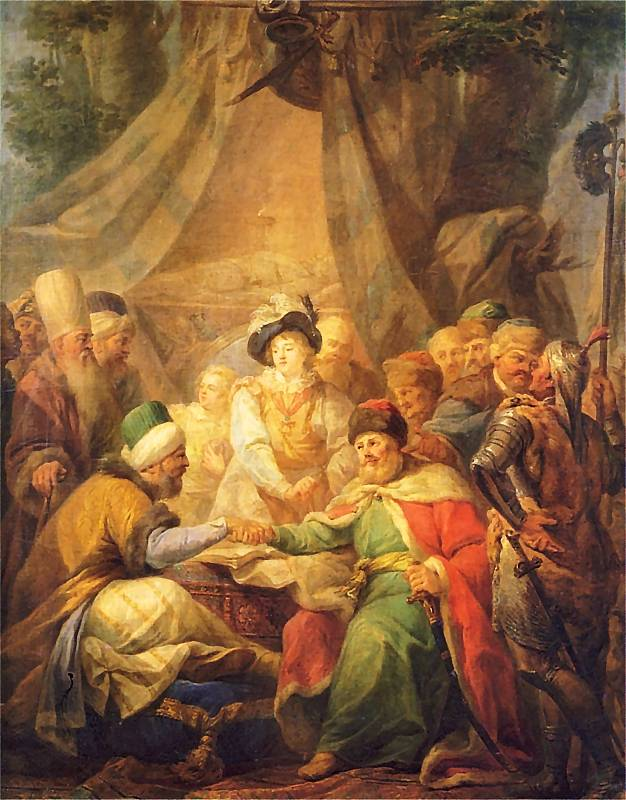
Хотинський договір. Марчелло Бачареллі (1783)

11 жовтня Станіслав Журавинський та Яків Собеський узяли участь на козацькій раді, де доповіли про укладений польсько-османський договір. У ніч з 11 на 12 жовтня все козацьке військо таємно перебралось на лівий берег Дністра та стали під Брагою. Звідти запорожці попрямували до Кам'янця, де 17 жовтня королевич Владислав подякував усім учасникам боїв під Хотином і оголосив про розпуск війська Речі Посполитої.
Наслідки Хотинської битви мали велике міжнародне значення. Ця битва змусила Османську імперію відмовитись від планів завоювання Європи. Розгром османського війська під Хотином привів до внутрішнього політичного послаблення султанської влади. Вже навесні 1622 року проти Османа II спалахнув військовий заколот, у результаті якого його задушили, а на трон повернувся його дядько Мустафа I.

## Повернення до Києва. Смерть і поховання

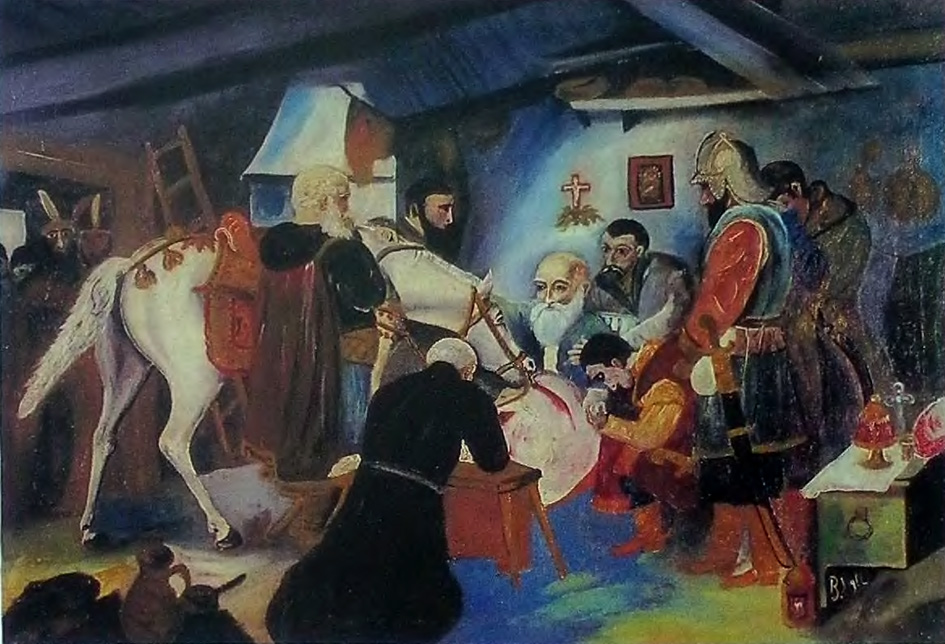
В. Луї (?). Смерть гетьмана Сагайдачного

До Києва Петро Сагайдачний повернувся в супроводі королівського лікаря в кареті, що її подарував Сигізмунд III. Гетьман оселився у власному будинку в Києві, призначивши наказним гетьманом Петра Жицького. Незважаючи на хворобу, гетьман далі займався активною політичною діяльністю. У січні 1622 року Сагайдачний відмовив королівським комісарам у розгляді вимоги про скорочення війська до 3 тисяч осіб без скликання загальної козацької ради. Наприкінці зими 1622 року до Варшави було надіслано козацьке посольство з вимогою до короля Речі Посполитої дотримуватись даних раніше обіцянок, проте особливих результатів досягнуто не було.

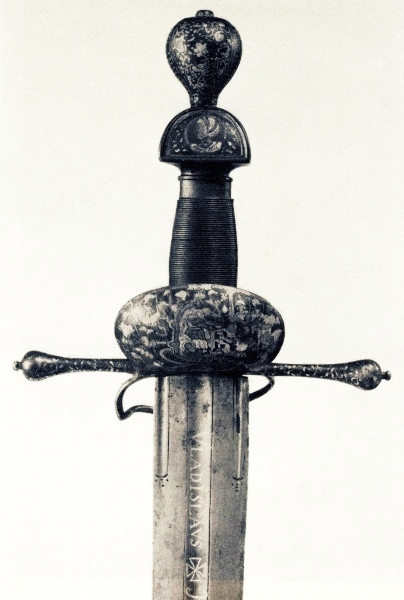
Меч, дарований гетьманові Петру Конашевичеві Владиславом Вазою після Хотинської битви

Наприкінці життя Петро Сагайдачний сприяв оновленню церков у Києві, будівництву нової у Флорівському монастирі, 15 тисяч червоних золотих відправив Львівській братській школі.
За п'ять днів до смерті Сагайдачний склав заповіт, за яким відписав своє майно на освітні, благодійні та релігійні цілі, зокрема Київському братству і Львівській братській школі, щоб на доходи від цього майна могли навчатись бідні діти. Для своєї дружини та близьких родичів гетьман призначив опікунів: київського митрополита Йова Борецького та близького соратника Оліфера Голуба.
10 квітня (20 квітня) 1622 року Петро Сагайдачний помер унаслідок ускладнень вогнепального поранення руки, яке отримав під час битви під Хотином.
Похорони гетьмана припали на Провідну (Фомину) неділю, 28 квітня 1622 року. На велелюдному похороні зібрались його бойові побратими, мешканці Києва. Під час похорону учні Київської братської школи читали приурочені до цієї скорботної події «Вірші на жалосний погреб гетьмана Сагайдачного» о. Касіяна Саковича, у яких возвеличувулись подвиги українського полководця та його служіння християнській вірі.

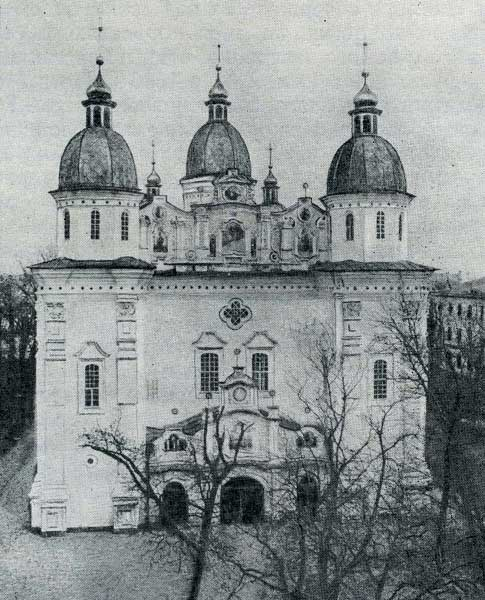
Богоявленський собор наприкінці XIX ст.

Петра Сагайдачного поховали в Богоявленському соборі Київського Братського монастиря, який надалі називали «монастирем Сагайдачного». Його срібний хрест знаходився на «престолі св. Йоанна Золотоустого» цього храму.
У 1690—1693 роки під час реконструкції Богоявленської церкви Києво-Братського монастиря могилу гетьмана було перенесено під південну стіну собору. У 1935 році церкву було знищено й відомості про це поховання остаточно втрачено. В даний час на території Києво-Могилянської академії реконструйована умовна могила Конашевича. В 2023 році, за повідомленням Департаменту охорони культурної спадщини КМДА, на території Києво-Могилянської академії археологи проведуть розкопки на місці залишків Богоявленського собору та спробують знайти могилу гетьмана Петра Сагайдачного.
Яків Собеський залишив про нього такий спомин: 
| Був це чоловік великого духу, що сам шукав небезпеки, легковажив життям, у битві був проворний, діяльний, у таборі сторожкий, мало спав і не пиячив… на нарадах був обережний і в усяких розмовах неговіркий. |

## Особисте життя
У своїх «Віршах» К. Сакович зазначав, що дружиною Петра Сагайдачного була шляхтянка Анастасія Повченська. Виходячи з тогочасних норм і традицій можна припустити, що одружились вони близько 1602—1603 року, коли Конашевичу минуло 20, дружина була на кілька років молодшою.
Близько 1604 року в них народився син Лукаш. Родина мешкала в Києві на Подолі у власному маєтку, що був тимчасовою гетьманською резиденцією. Про сина Лукаша відомо, що 1618 року він прибув на навчання до Замойської академії та був записаний як Lucas Petri Konaszewicz.
Перед смертю у своєму заповіті гетьман призначив опікунів для дружини — київського митрополита Йова Борецького та наступника на гетьманській посаді Оліфера Голуба. Після смерті Сагайдачного Анастасія в 1624 році вдруге вийшла заміж за шляхтича Івана Пйончинського (Піончина) та мешкала в маєтку неподалік с. Вирва.
Д. Яворницький припускав, що їх шлюб не був щасливим, оскільки гетьман розпорядився своє майно передати церквам, школам, шпиталям, монастирям, але не дружині. Проте через відсутність повної версії заповіту сучасні історики оцінюють це припущення як нічим не підкріплену здогадку. Також він зазначав, що в Коронній метриці є запис за 31 липня 1624 року про її «наїзд» на Вирву — маєток Федора Даровського, збитки від якого оцінили у 7087 злотих. Київський суд визнав її винною, піддав баніції за ухилення від правосуддя.

## Політичні погляди Сагайдачного
Петро Конашевич був непересічним політиком і дипломатом, котрий будував довгострокові дипломатичні комбінації як у межах України, так і за кордоном. Свою політичну лінію він проводив наполегливо й безумовно, при цьому чітко висловлював свою позицію щодо короля Речі Посполитої та шляхти. Український історик Михайло Грушевський зазначав, що сучасники дуже високо оцінювали політичний талант Сагайдачного та визнавали загальноукраїнське значення його діяльності. Саме за його часів козацтво вийшло за вузько станові інтереси, долучилось до вирішення проблем українського населення, сформувало свою політичну програму. Утворилася спілка українського козацтва, міщанства й духівництва. Завдяки результативній політиці Сагайдачного в цей час відбулось активне формування національної української спільноти з її чітко вираженими географічними кордонами. Сагайдачний перетворив Київ на політичний осередок України та залучив його в орбіту майбутньої нової Української козацької держави.
Будучи гетьманом, виражав інтереси національно-патріотичних сил та активно виступав проти чужоземного панування на українських землях. Підтримуючи прагнення українського народу до більшої політичної самостійності, Сагайдачний домагався автономії України, досягнення для неї широких прав у складі Речі Посполитої, підтримував концепцію, згідно якої українці розглядались як третій рівноправний із польським та литовським народ Речі Посполитої. При цьому стверджувалась історична та національна єдність мешканців територій, історично пов'язаних із Київським та Галицько-Волинським князівствами княжої доби.

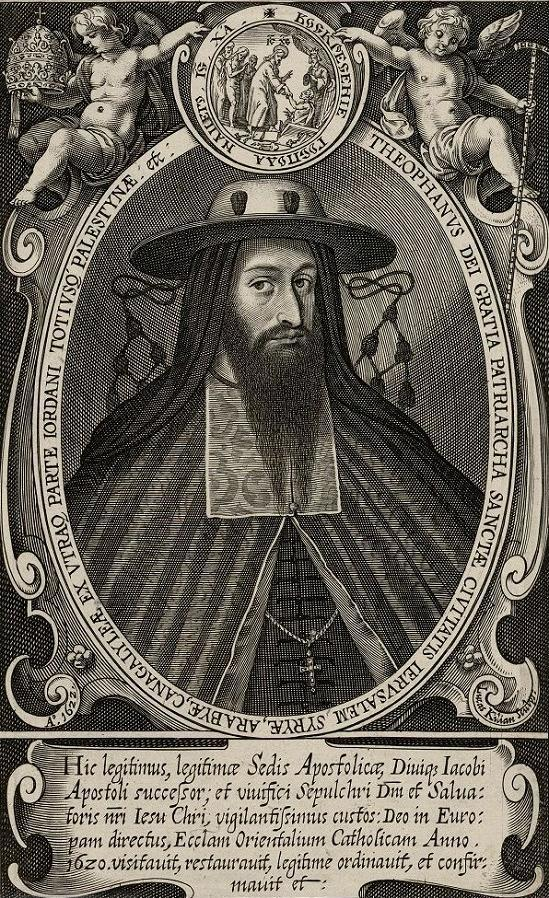
Єрусалимський патріарх Феофан III

Сагайдачний виступав палким поборником та захисником православ'я, яке після Берестейської унії було оголошене поза законом. Значна частка цивільного українського населення та православного духівництва виступили проти унії, що призвело до соціальної, політичної та ідеологічної конфронтації, яка досягла особливої гостроти в перші десятиріччя XVII ст. Ще під час навчання в академії Петро Сагайдачний зайняв позицію неприйняття унії. Він переконав козаків підтримати православну церкву та разом з усім Військом Запорозьким вступив до Київського братства. Ця публічна акція продемонструвала солідарність запорожців із православним духівництвом і була виявом підтримки та захисту, що оберігав його від тиску влади Речі Посполитої. Саме завдяки активній підтримці та гарантіям Сагайдачного Єрусалимський патріарх Феофан III відновив скасовану унією православну ієрархію. Підтримка запорожцями православного духовенства сприяла розвитку української культури, а також стала важливим чинником подальшої національно-визвольної революції під проводом Богдана Хмельницького.
У переговорах із владою Речі Посполитої Сагайдачний домагався розширення козацького реєстру, вимагав легалізувати й офіційно визнати козацьку військову та політичну організацію, розширити козацькі права та вивести війська Речі Посполитої з України. Одночасно підтримував історичне явище «покозачення», коли українські селяни відмовлялись від феодальної повинності та залучались до Війська Запорозького. Цей процес дозволяв розширювати територію козацької України, оскільки населення приймало та запроваджувало козацькі порядки.
У зовнішній політиці Конашевич дотримувався вираженої антиосманської орієнтації. Під його проводом запорозькі козаки здійснювали активну протидію османам і татарам, що припинила європейську експансію Османської імперії. Завдяки його діяльності утвердилося бачення запорозького козацтва як «щита» християнського світу проти невірних. Сагайдачний проводив активні дипломатичні переговори для пошуку союзників у боротьбі проти османів, зокрема, із перським шахом Аббасом I Великим та герцогом Карлом Ґонзаґа де Невера, одним із засновників Ліги християнської міліції, до якої належали Папа Римський, німецький імператор, королі Іспанії, Англії, Речі Посполитої та Франції. Разом з тим, очолюючи реєстрове козацтво, яке перебувало на службі уряду Речі Посполитої, Петро Сагайдачний був змушений відстоювати інтереси Речі Посполитої. Він підтримав позицію Речі Посполитої та взяв участь у поході королевича Владислава під час боротьби за московський престол. Одночасно, деякі дослідники пояснюють пасивну участь Сагайдачного під час штурму Москви небажанням надто великого посилення Речі Посполитої. У битві під Хотином військо Сагайдачного підтримало короля та врятувало Річ Посполиту від політичної катастрофи.

## Військові реформи та тактика Сагайдачного
Організаторські здібності гетьмана — суб'єктивний чинник, який безпосередньо вплинув на розвиток козацького воєнного мистецтва, його стратегію і тактику. Сагайдачний провів реформу війська на Січі: поділив його на сотні та полки, поновив навчання. Разом із тим впровадив сувору дисципліну, заборонив пити горілку під час морських походів, а за провини карав на смерть («на горло»)). Позбавив козацькі лави від анархічних та кримінальних елементів, при цьому залучив до війська «людей осілих», пов'язаних із землею та хліборобством.
Внаслідок реформи партизанські ватаги козаків стали більше подібними на регулярне військо, покращилась організація та боєздатність козацького війська. Сагайдачний запровадив у війську багато нововведень, зокрема легку й маневрену артилерію та добре озброєну і навчену піхоту.
Сагайдачний долучив Військо Запорозьке до вирішення проблем та прагнень жителів України, залучив його до політичної самоорганізації та захисту православної віри. Саме завдяки Сагайдачному Військо Запорозьке по праву стало національним, що сприяло підвищенню його боєздатності.
Унікальна територіальна, паланково-курінна система організаційної побудови Запорозької Січі забезпечувала високий ступінь підготовленості війська до війни. Оскільки ця система створювалася з метою максимальної мобілізації, то її можливості дозволяли козацькому війську швидко поповнюватись після значних втрат або поразок.
Військова стратегія і тактика Сагайдачного була розрахована на ведення бойових дій в умовах чисельної переваги супротивника, при цьому Петро Сагайдачний володів вмінням чітко розподіляти сили і правильно визначати напрямки головних ударів супротивника, а також визначати його найслабші ланки. Він чи не першим у військовій тактиці активно застосовував тактику засадних та зустрічних боїв, коли нечисленні загони добре вишколених козаків нападали на чисельно переважальні маршеві колони ворога і вносили безлад і паніку до його лав.
Під час бойових дій Сагайдачний відхиляв пасивну тактичну систему, що набула поширення в Західній Європі. На противагу цьому, замість маневрування по тилах супротивника та знищення його комунікацій, він використовував швидкий і несподіваний маневр, що дозволяв йому отримати найсприятливіші умови для нав'язування бою. Прагнення діяти наступально та завершати кожний маневр ударом було одним з основних принципів всієї полководчої діяльності Сагайдачного. Основними принципами стратегії Сагайдачного були: блокування головних комунікацій і стратегічних об'єктів у районі бойових дій; проведення комплексу боїв перед генеральною битвою з метою виснаження або введення в оману противника; концентрація основних сил і засобів війська на головному напрямку як у наступі, так і в обороні, аби досягти вирішального результату найкоротшим шляхом і з мінімальними втратами.
Під час московського походу Сагайдачний засвоїв тактику ведення війни та способи здобуття укріплених міст та фортець, що її виробили запорожців під час попередніх походів на Московщину. Це була наступальна тактика ведення війни, що будувалася на факторі раптовості та високій маневровості запорозьких сил. Висока мобільність козацьких сил була можливою через відмову від важкої артилерії, що могла сковувати їхній рух. А продовольче забезпечення свого війська запорожці здійснювали шляхом відповідних експропріацій на території противника.
Через відсутність достатніх військово-технічних ресурсів традиційні методи облоги були неприйнятні для козаків. Сагайдачний використовував стрімкі приховані рейди на великі відстані козацької кінноти з атакою з ходу на ворожі укріплені міста та фортеці. У разі успіху на її завершальному етапі запорожці використовували штурмові драбини та холодну зброю. Якщо ж козакам з наскоку не вдавалося захопити укріплення, вони розпочинали нетривалу облогу із застосуванням обмеженого набору штурмових засобів. Атакуючи глибокі тили та підриваючи комунікації, рейди військ Сагайдачного призводили до колапсу економіки супротивника.
Хотинська битва стала для Сагайдачного зенітом його слави як полководця. В умовах гострої нестачі часу та ресурсів для облаштування козацьких позицій Петро Сагайдачний зумів організувати надійну оборону козацького табору, що була спроможна витримати інтенсивні артилерійські обстріли противника. Під час оборони Сагайдачний використав тактику концентрованого вогню козацької піхоти по ворогах, які наступали. Після того, як вогонь вносив розлад у ворожі лави, Сагайдачний організовував стрімкі контратаки, одна з котрих поставила османське військо на межу цілковитого розгрому. Відзначаючи чисельну перевагу супротивника, Сагайдачний організовував раптові атаки в неочікуваний для противника час та в несподівані для нього ділянки фронту. Його тактика нічної війни не лише завдавала важких втрат противнику, але й підривала його моральний дух. Саме дії запорожців в атаці, що виснажували супротивника та руйнували його плани, дозволили не лише витримати облогу Хотина, але й завдати армії Османа II стратегічної поразки. Вірменський хроніст Авксентій писав:
| | \| Якби не козаки, військо Речі Посполитої було б розбите за 3-4 дні. Перемогу було здобуто тільки завдяки Богові й запорозьким козакам. \| |
| Якби не козаки, військо Речі Посполитої було б розбите за 3-4 дні. Перемогу було здобуто тільки завдяки Богові й запорозьким козакам. | |

Сеймовий комісар армії Речі Посполитої магнат Яків Собеський мусив визнати: 
Справжніми переможцями під Хотином і рятівниками Речі Посполитої були козаки.

## Історіографія досліджень
До постаті Петра Сагайдачного здавна існував інтерес в українській історіографії. Особливістю вивчення особи українського гетьмана була незначна кількість письмових джерел, які містили неоднозначні характеристики його діяльності. Дослідження, присвячені Сагайдачному, завжди перебували під впливом позанаукових — політичних та ідеологічних чинників. Для вітчизняної історіографії характерна певна романтизація та ідеалізація образу гетьмана. Натомість в російській імперській історіографії увага акцентувалась на відповідності дій козацтва інтересам самодержавної влади Росії і, виходячи з цього, давались неоднозначні оцінки вчинкам Сагайдачного. Радянські історики змушені були враховувати у своїх дослідженнях офіційні ідеологічні настанови, наприклад тези про «возз'єднання України з Росією» та класову боротьбу у суспільстві.
Підвалини теоретичних та ідеологічних наукових поглядів на постать Петра Сагайдачного були сформовані в історичній літературі XVIII — початку XIX сторіччя.
Серед козацьких літописців XVIII сторіччя найбільш повна інформація міститься у літописі Григорія Грабянки. Саме він сформував образ Сагайдачного, як захисника християнського світу від османів та татар та акцентував увагу на його культурницькій та благодійній діяльності. Проте у даному літописі трапляються й значні фактичні хиби, зокрема, невірно визначена дата Хотинської битви. У літописі Самійла Величка про Петра Сагайдачного розповідається в тексті другого розділу першого тому, серед гетьманів, що передували Богдану Хмельницькому. Проте, в цій роботі наявні численні літературні вигадки, котрі мали тривале життя у фаховій літературі.
З середини XVIII сторіччя почав занепадати літописний жанр і на його місце прийшли твори козацько-старшинської історіографії. Найяскравіше це проявилося в обробці праці Тимофія Титловського, здійсненою полковим обозним С. Лукомським 1770 року. У цьому творі відносно небагато фактичних хиб, що відрізняє його від інших історичних праць XVIII сторіччя.
У другій половині XVIII сторіччя перед російськими істориками поставили завдання визначити місце історії українських земель в межах історії Росії. Це знайшло відображення у працях офіційних російських істориків. У роботі Герхарда Міллера «Историческія сочиненія о малороссіи и малороссіянахъ» ставлення до українського гетьмана зображається з точки зору російського самодержавства і в загальному міститься негативна характеристика його дій. Подібної точки зору дотримувався у своїй роботі «Літописна оповідь про Малу Росію» (1787) і Олександр Рігельман, який відверто вороже ставився до козацької вольниці, що суперечила природі самодержавної влади.
Протягом XIX — початку XX сторіччя був зроблений визначний науковий доробок у вивченні історичної постаті Сагайдачного. У цей час історики спиралися на архівні джерела, проте часто ставились до них недостатньо критично. У цих працях часто ідеалізувалася історична постать Конашевича, а опис його діяльності підлаштовувався під авторські умоглядні схеми. Найважливіші для тогочасної історіографії дослідження про життя і діяльність запорозького гетьмана відображені у працях Дмитра Бантиша-Каменського (1822 рік), Миколи Маркевича (1842), Михайла Максимовича (1843, 1850), Пантелеймона Куліша (1874), Володимира Антоновича (1883), Івана Каманіна (1901) та Дмитра Яворницького (1913).
Серед вчених, що більш критично ставилися до архівних джерел та працювали на засадах наукового вивчення діяльності Сагайдачного, слід відзначити Платона Жуковича (1906) та Михайла Грушевського (1909 рік). У цей же період до постаті Сагайдачного звертаються польські історики Олександр Яблоновський, Францішек Равіта-Ґавронський, Владислав Томкевич. У своїх роботах вони відзначають його значення у налагодженні польсько-козацьких відносин, а також непослідовність політики польського уряду стосовно запорожців. Загалом, у польській історіографії часто підкреслюють важливу роль Петра Сагайдачного як далекоглядного політика та дипломата, що сприяв розвитку та налагодженню взаємин між Польщею та козацтвом та неодноразово допомагав Речі Посполитій під час війн із її супротивниками.
У радянські часи інтерес до постаті українського гетьмана був доволі кволий. Радянська історіографія намагалась ім'я Сагайдачного оминати, попри те, що його знали з художньої літератури саме через похід на Москву, бо той руйнував ідею «братніх» народів.
Радянські історики (зокрема, Володимир Голобуцький, Ной Рашба, Кость Гуслистий) перебували під впливом панівної в СРСР ідеології та були змушені робити поправки у своїх дослідженнях на офіційні ідеологічні настанови («возз'єднання» України з Росією, класової боротьби у суспільстві).
Після отримання Україною незалежності відбувся сплеск популярності тематики, пов'язаної з гетьманством Петра Сагайдачного. Частина авторів відродили моду на його романтизовані образи XIX — початку XX сторіччя. Зокрема, цим відзначаються роботи Олени Апанович. Серед сучасних дослідників, що займаються комплексним, багатоаспектним вивченням та висвітленням біографії та діяльності Петра Сагайдачного можна відзначити Петра Саса, Юрія Мицика та Віктора Брехуненка. Нагородний меч гетьмана Петра Сагайдачного було віднайдено у 1996 році в Музеї імені Чарторийських у м. Кракові (Польща) істориком Тарасом Чухлібом. Станом на 2023 рік меч зберігається в Вавельському замку.

## Вшанування пам'яті
Іменем Петра Сагайдачного названі вулиці в багатьох містах України, зокрема у Вінниці, Дніпрі, Івано-Франківську, Києві, Кропивницькому, Луцьку, Львові, Чернівцях, Рівному, Тернополі, Харкові, Херсоні, Черкасах.
27 січня 1919 року з'явився крейсер «Гетьман Петро Конашевич-Сагайдачний».
28 вересня 1991 року, на честь 370-річчя битви під Хотином, під стінами Хотинської фортеці відкрито пам'ятник гетьманові П. Сагайдачному. У 1992 році бронзовий пам'ятник Сагайдачному встановлено на його батьківщині, в селі Кульчиці, де також діє музей Петра Сагайдачного. 19 червня 2001 року в Києві на Подолі також було встановлено пам'ятник українському гетьману. У 2008 році пам'ятник Петру Сагайдачному встановлений у Севастополі. Демонтований російськими окупантами 25 квітня 2014 року. У середині травня вивезений до Харкова за зверненням харківського міського голови.
На честь Петра Сагайдачного названий вищий військовий навчальний заклад — Національна академія сухопутних військ імені гетьмана Петра Сагайдачного, Київська державна академія водного транспорту імені гетьмана Петра Конашевича-Сагайдачного та Запорізький інститут МАУП ім. гетьмана Петра Сагайдачного.
4 липня 1993 року до складу ВМС України ввійшов фрегат «Гетьман Сагайдачний» — флагман сучасного українського військово-морського флоту.
22 липня 1995 року Укрпошта випустила до обігу поштову марку із зображенням гетьмана номіналом 30 000 карбованців.
6 березня 2000 року Національним банком України випущено в обіг 10-гривневу срібну монету з зображенням на реверсі батальної сцени на Чорному морі, овального портрета гетьмана, дати його смерті та колового стилізованого напису: Петро Конашевич Сагайдачний.
22 вересня 2010 року Верховна Рада України прийняла Постанову «Про відзначення 440-річчя з дня народження гетьмана Петра Сагайдачного» у 2010 році.
У місті Одеса бульвар Лідерсовський перейменували на бульвар Гетьмана Сагайдачного.
У місті Дніпро площу Вучетича перейменували на площу Гетьмана Сагайдачного.

19 вересня 2024 року постановою № 12043 Верховної Ради України село Максима Горького Херсонської області перейменували на село Сагайдачне.

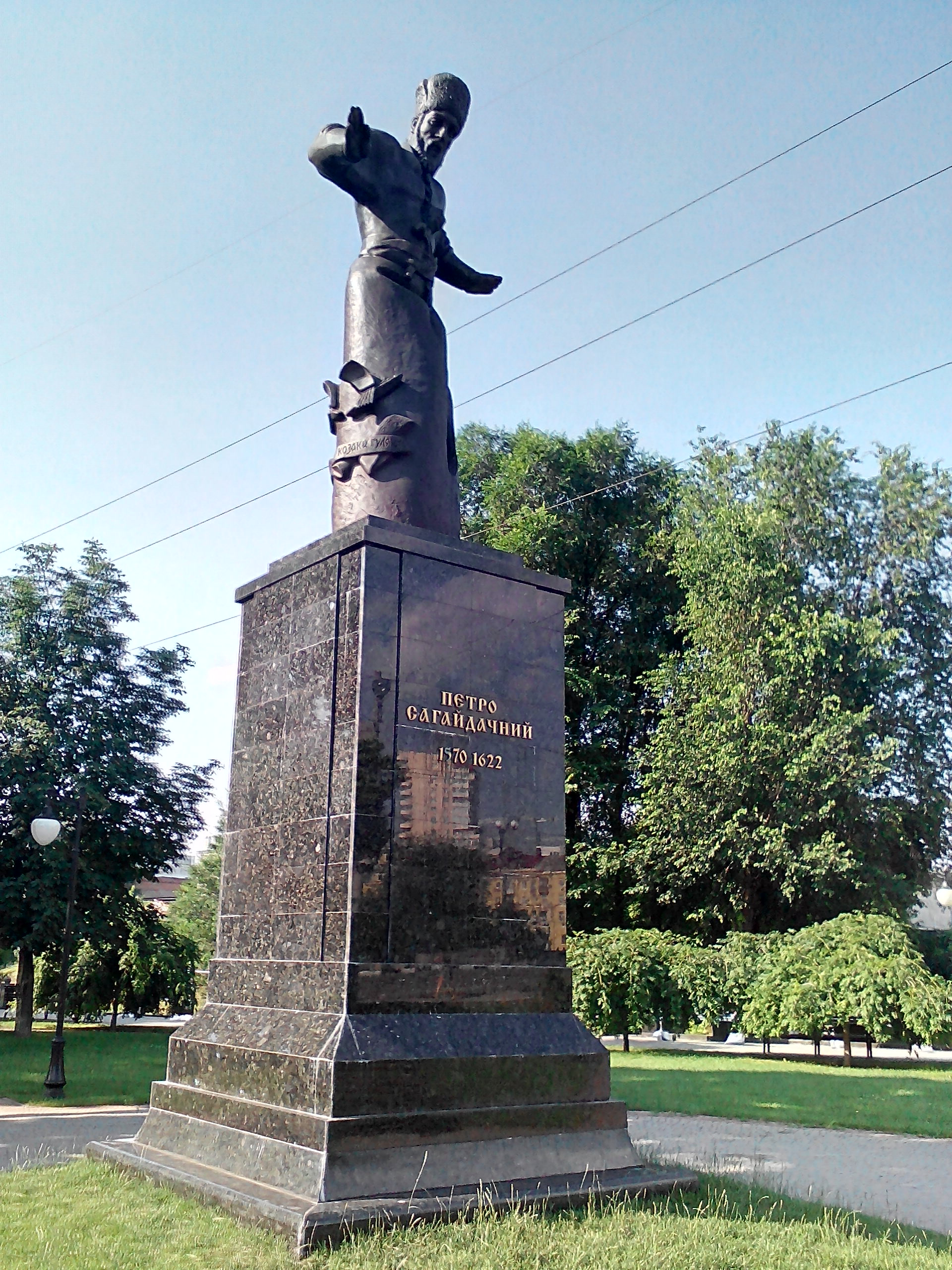
Пам'ятник Петрові Сагайдачному в Харкові
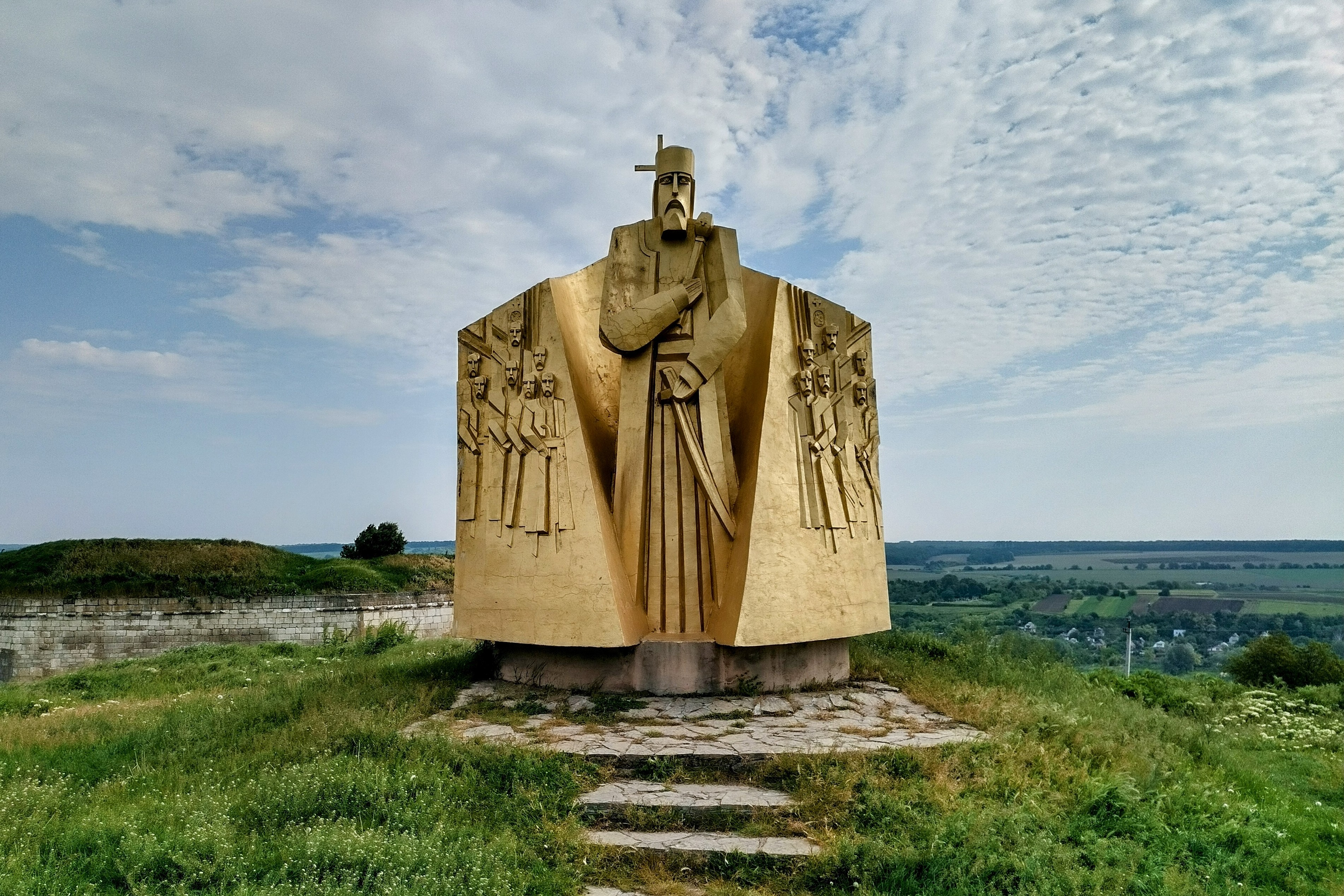
Пам'ятник Петрові Сагайдачному в Хотині
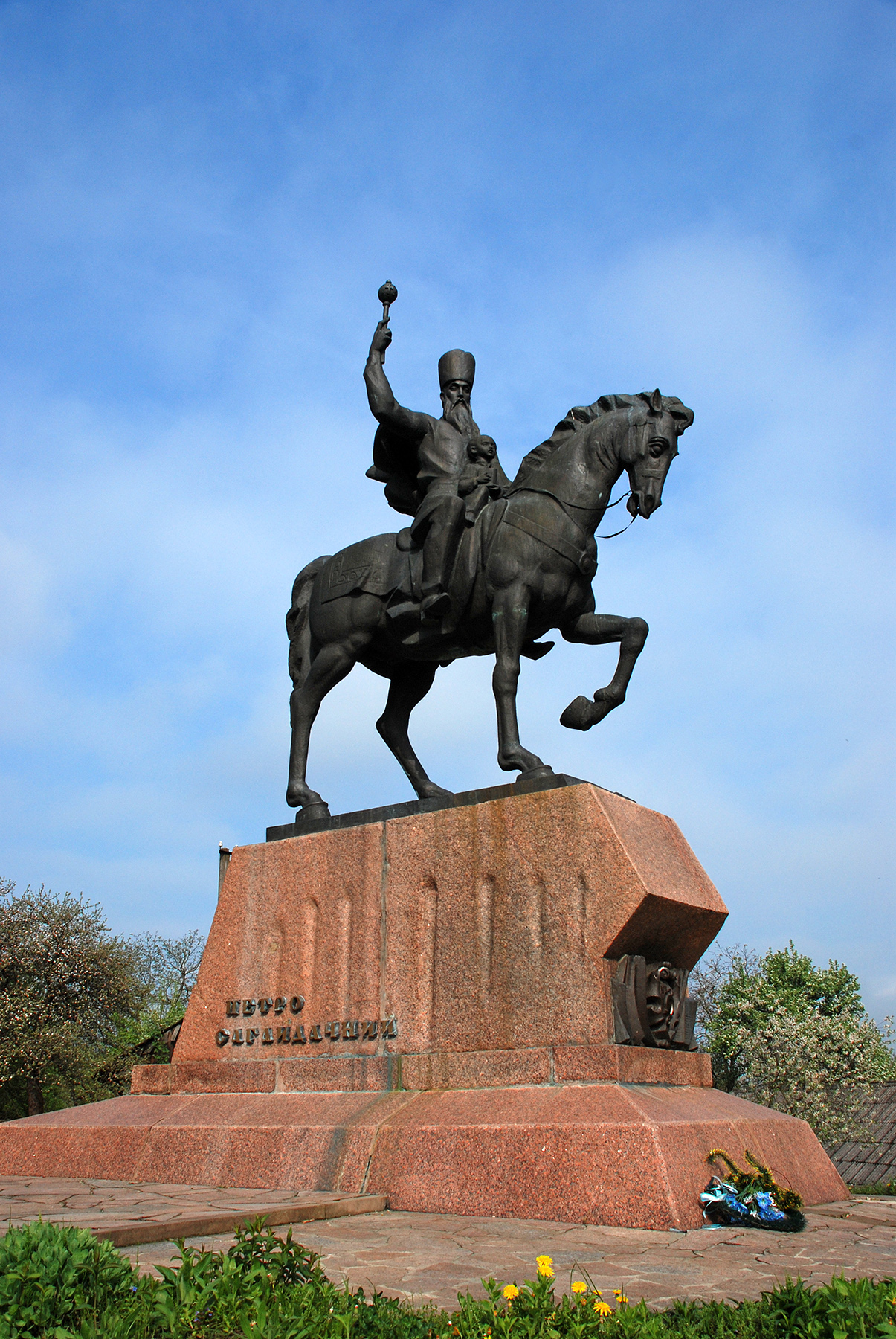
Пам'ятник Петрові Сагайдачному в Кульчицях
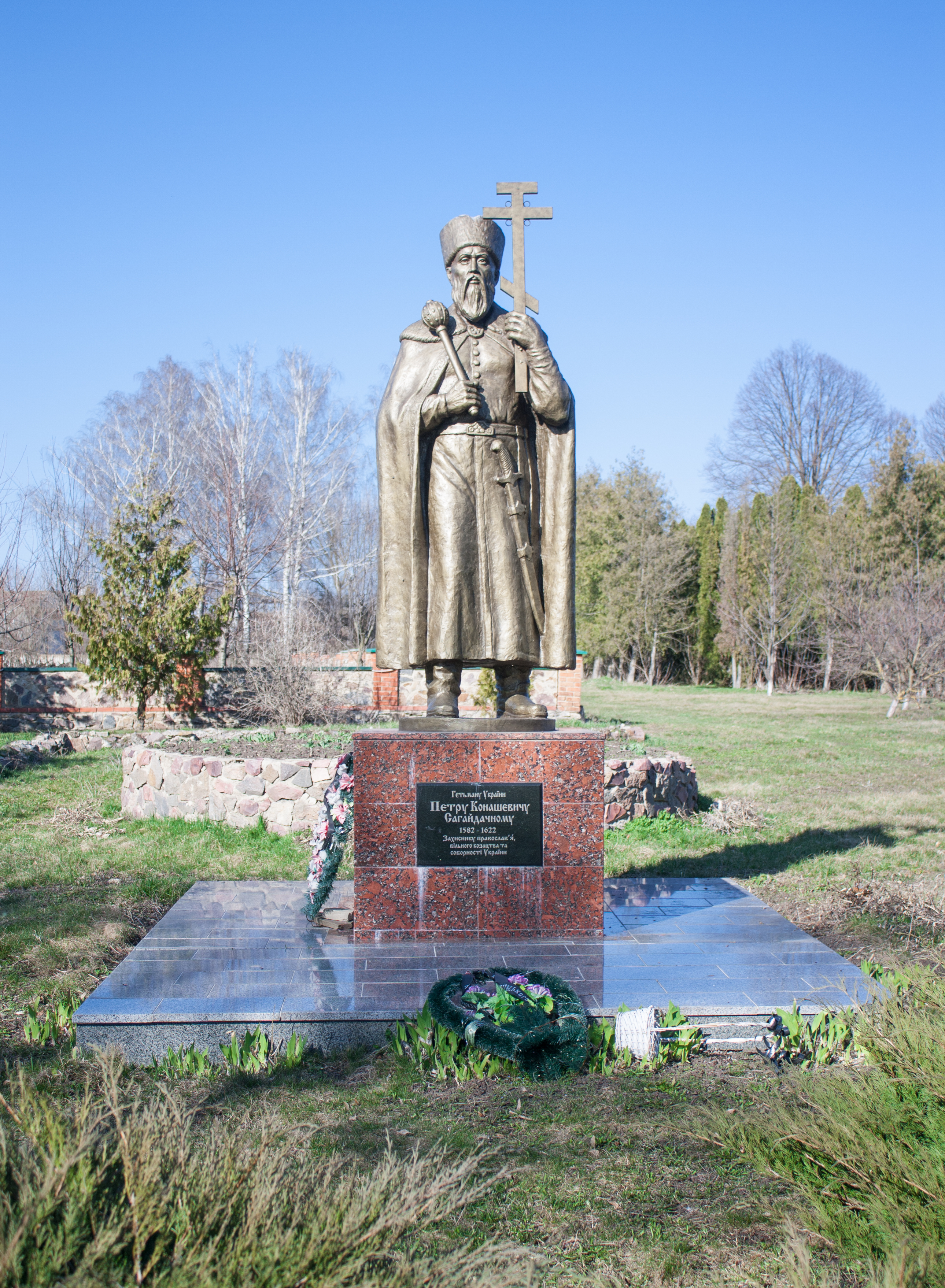
Пам'ятник Петрові Сагайдачному в Хмелівці
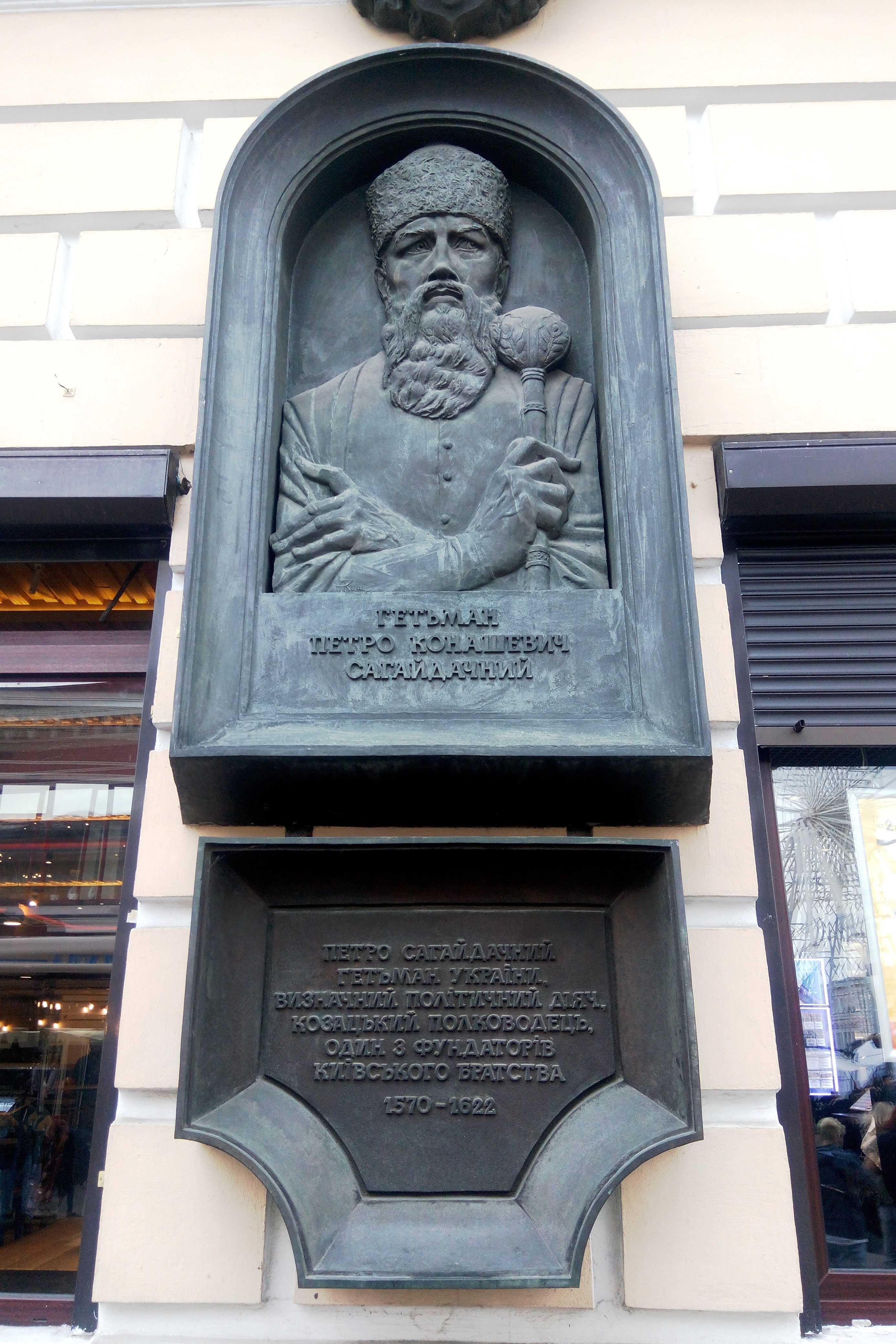
Меморiальна дошка Петровi Сагайдачному на Подолi в Києві
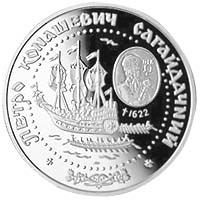
10-гривнева пам'ятна монета НБУ, присвячена Петру Сагайдачному (реверс)
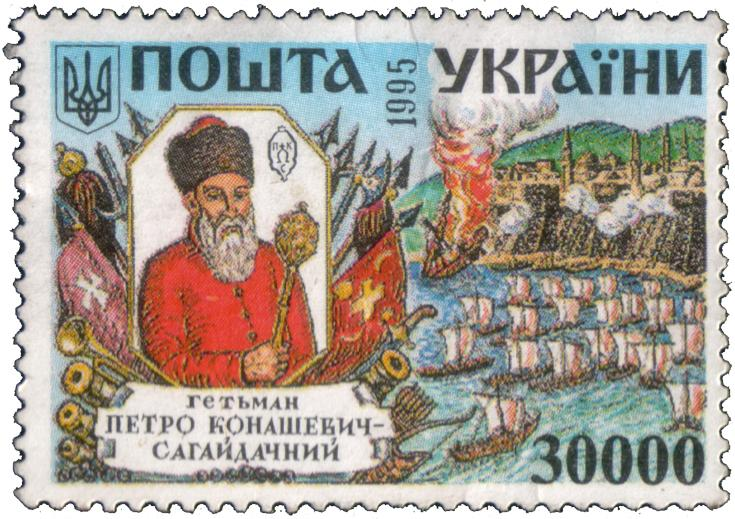
Зображення Петра Сагайдачного на поштовій марці
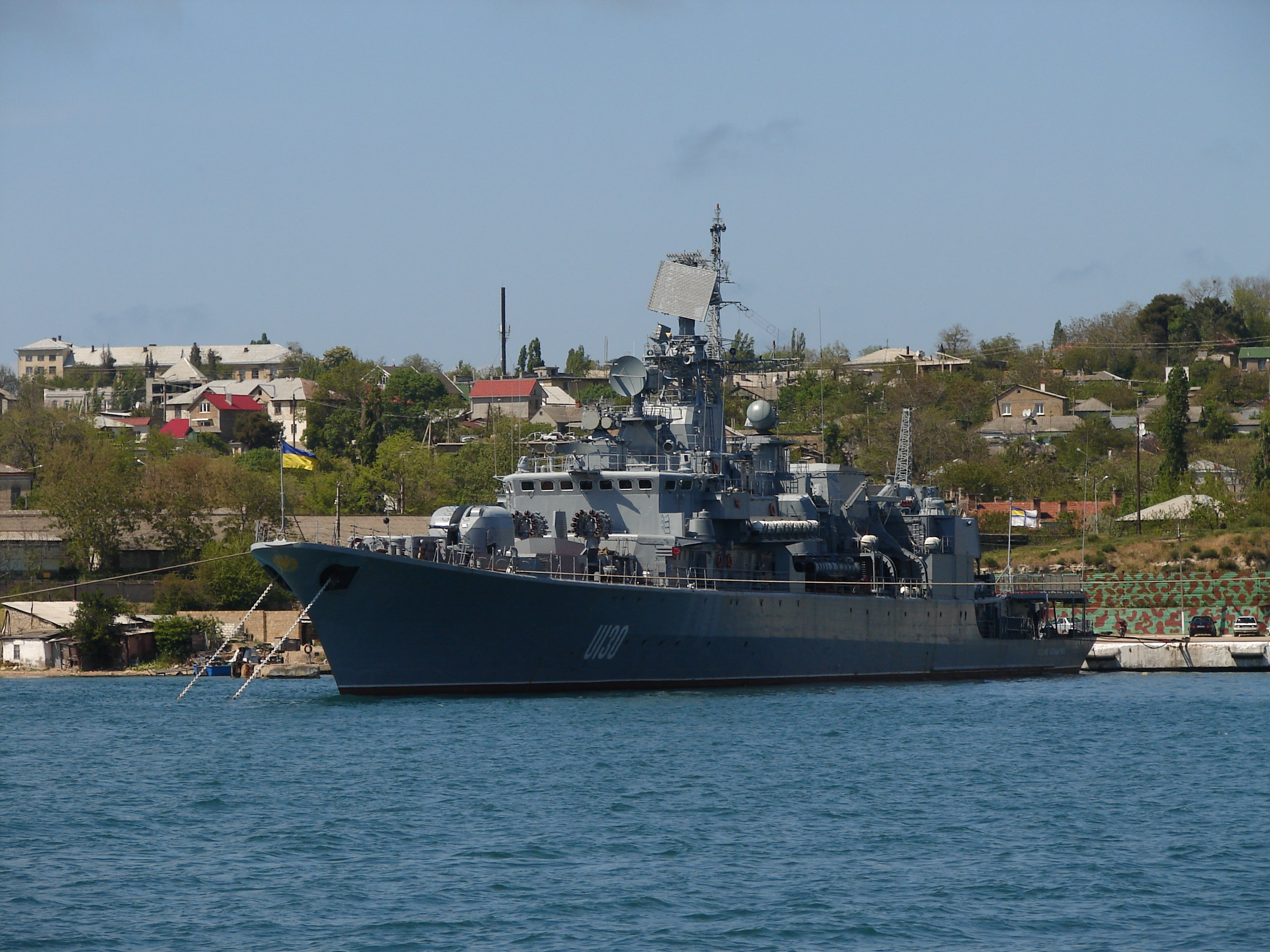
Фрегат «Гетьман Сагайдачний»

### У літературі
Петро Конашевич-Сагайдачний оспіваний у багатьох козацьких думах та українських народних піснях. Зокрема у відомій пісні «Ой на горі та женці жнуть» є наступні рядки:
А позаду — Сагайдачний, Що проміняв жінку

На тютюн, на люльку, Необачний.

"Гей, вернися, Сагайдачний, Візьми свою жінку, Віддай тютюн-люльку, Необачний!

"Мені з жінкою не возиться, А тютюн та люлька

Козаку в дорозі

Знадобиться!
На смерть Петра Сагайдачного один із чільних православних інтелектуалів свого часу, ректор Київської братської школи Касіян Сакович написав «Вѣршѣ на жалосный погреб зацного рыцера Петра Конашевича Сагайдачного, гетмана войска Єго Королевскои Милости Запорозкого», в яких прославляв його заслуги у справі захисту Речі Посполитої від османсько-татарських нападів. Окрім того, автор змалював козацтво як лицарський стан, що військовою службою здобув право на «золоту вольність».
Героїчна постать Сагайдачного — у центрі таких творів: Українські:
1. «Невольниця-українка: історична поема з часів гетьмана Сагайдачного» Юрія Будяка;
2. «Про гетьмана Сагайдачного» Адріана Кащенка;
3. «Петро Сагайдачний» — драма Пантелеймона Куліша;
4. «Ярошенко» — повість Осипа Маковея, що вийшла друком у Львові у 1905;
5. «Сагайдачний» Данила Мордовця;
6. «Людолови» Зінаїди Тулуб;
7. «Несмертельна слава: історична повість» Василя Тирси (Панаса Феденка);
8. «Сагайдачний» — роман Андрія Чайковського. Книга перша «Побратими» (1924); книга друга «До слави», частина 1 (1929); книга третя «До слави», частина 2;
9. «Запороги. Роман перший. Петро Сагайдачний» Віталія Рогожі.

Польські:
1. «Хотинська війна» Вацлава Потоцького;
2. «Чайки. Спів запорожців під час повернення з морської виправи Конашевича» — дума Юзефа Залєського[104].

### У кінематографі
У 1994 році за романом письменника української діаспори Спиридона Черкасенка «Пригоди молодого лицаря» на кіностудії імені Олександра Довженка був знятий кінофільм «Дорога на Січ», де також присутній образ славного гетьмана України Петра Конашевича-Сагайдачного.

### Канонізація
У 2011 році рішенням Архієрейського собору Української автокефальної православної церкви Петро Сагайдачний був канонізований на місцевому рівні у чині «благовірний гетьман».
Рішенням Священного Синоду ПЦУ від 21 серпня 2020 року ім'я святого благовірного гетьмана Петра (Конашевича-Сагайдачного) внесено до Місяцеслова (церковного календаря). Днем пам'яті для його загальноцерковного шанування встановлено 7 квітня.

## Першоджерела та оповідання
- Величко С. В. Літопис. Т. 1. / Пер. з книжної української мови, вст. стаття, комент. В. О. Шевчука; Відп. ред. О. В. Мишанич.— К.: Дніпро, 1991.; Літопис. Т. 2. / Пер. з книжної української мови, комент. В. О. Шевчука; Відп. ред. О. В. Мишанич.— К.: Дніпро, 1991.
- Літопис гадяцького полковника Григорія Грабянки / Переклад із староукраїнської Р. Г. Іванченка — Київ: Товариство «Знання» України, 1992, — 192 сторінки. ISBN 5-7770-0599-3
- Олександр Рігельман. «Літописна оповідь про Малу Росію та її народ і козаків узагалі» К. «Либідь» 1994
- Касіян Сакович.Вірші на жалісний погреб шляхетного лицаря Петра Конашевича-Сагайдачного
- Історія Русів. Ч. 1.
- Йов Борецький. Протестація
- Чайковський Андрій. Петро Конашевич Сагайдачний. — Відень : Видання «Союза Визволення України», 1917. — С. 21.
- Загірня М., Мордовець Д. Гетьман Петро Сагайдачний. — Берлін : Українське Видавництво в Катеринославі, 1922. — С. 128.

## Відео
- Україна відома та невідома: історія, культура, політика, люди. Петро Сагайдачний[недоступне посилання з липня 2019]
- Українські Державники. Петро Конашевич Сагайдачний

| Попередник Василь Стрілковський |  | Гетьман України 1616-1617 |  | Наступник Дмитро Барабаш |

| Попередник Дмитро Барабаш |  | Гетьман України 1617-1619 |  | Наступник Дмитро Барабаш |

| Попередник Дмитро Барабаш |  | Гетьман України 1619 |  | Наступник Яків Бородавка-Нерода |

| Попередник Яків Бородавка-Нерода |  | Гетьман України 1620 |  | Наступник Яків Бородавка-Нерода |

| Попередник Яків Бородавка-Нерода |  | Гетьман України 1621-1622 |  | Наступник Оліфер Голуб |